# 大連市

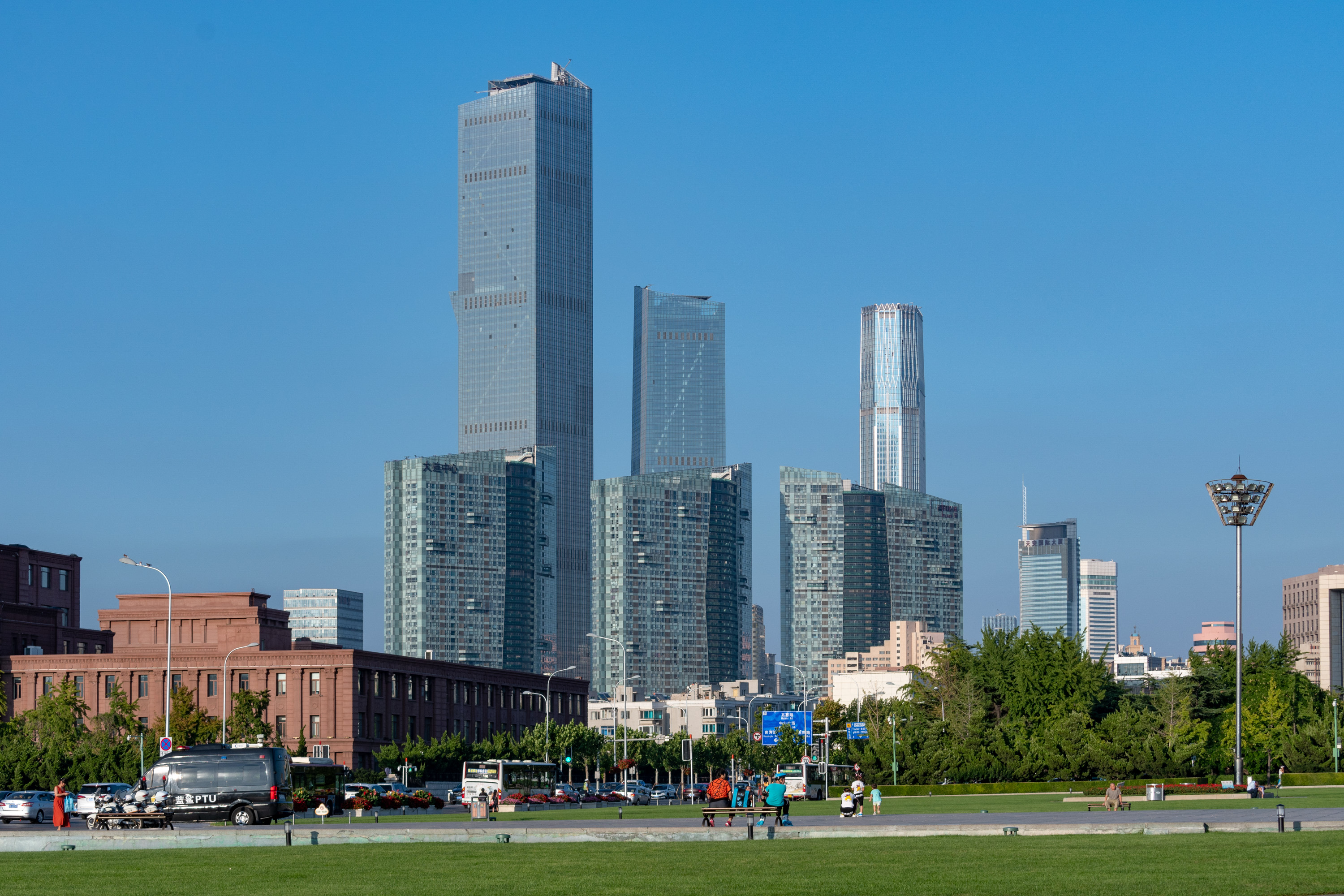
大連のスカイライン

大連市（だいれん-し/ターリエン-し、中国語: 大连市、英語: Dalian City、旧名:ダルニー市、ロシア語: Дальний）は、中華人民共和国遼寧省の南部に位置し、中国五つの「計画単列都市」の一つで、15個の「副省級都市」の一つである。中国東北地方随一の港口・工業・観光都市であるのみならず、中国政府指定の東北アジア国際航運センターかつ、東北アジアの有数の国際金融・交通・物流センターである。

## 地理
大連市はアジア大陸の東海岸に位置し、中国東北遼東半島の最南端にあり、東経120度58分〜123度31分、北緯38度43分〜40度10分にまたがり、この緯度付近には日本の仙台市、アメリカ合衆国のサンフランシスコ市、ワシントンD.C.、ギリシャのアテネ市がある。東は黄海、西は渤海、南は山東半島と海を隔てて向かい合い、北は広大な東北平野に隣り合っている。大連は東北、華北、華東地域が世界各地とつながる海上の門口であり、最も重要な港、貿易、工業、観光都市である。

### 面積と地形
大連市の総面積は12,574平方キロメートルであり、うち旧市街区の面積は2,415平方キロメートルである。山地や丘陵が多く、平野や低地が少なく、地形は北から南へ傾き、北は広く、南は狭くなっている。地勢は中央から南東と北西部にある黄海と渤海へ傾き、黄海への斜面は長く緩やかである。長白山のある千山山脈は旧市街区を貫いており、地形のほとんどは山地や緩やかな低い丘陵であり、平野と低地は河川の水が海へ流れ込むところ及び山裾の谷地に点在するだけで、至るところでカルスト地形が目に付き、カルスト地形と海食地形が比較的に多い。
大連地区には主な水系として黄海と渤海の2つがある。碧流河、英那河、荘河、賛子河、大沙河、登沙河、清河、馬欄河などの大きな河川は黄海に流れ込み、渤海に注入する主な河川は復州河、李官村河、三十里堡河などである。そのうち、最も長い川は碧流河で、大連市街区の水源河となっている。また、200本余りの小さな河川もある。

### 周りの都市
- 半径45キロメートルの西南方向は旅順口区老鉄山、東北方向は金州区金石灘。
- 半径360キロメートルの東は平壌、南は青島、西は天津、北は瀋陽。
- 半径1630キロメートルの東は東京、南は台中、西は蘭州、北は漠河。

### 気候
大連市は北半球の温暖地帯-ユーラシア大陸の東海岸にあり、気候は海洋性の特徴も兼ね備える暖温帯大陸性モンスーン気候に属し、冬は厳寒ではなく、夏は酷暑でもなく、四季がはっきりしている。年間平均気温は10.5℃、年間降水量は550〜950mm、日照時間は2500〜2800時間である。
| 大連 (1971-2000)の気候                                   | 大連 (1971-2000)の気候 | 大連 (1971-2000)の気候 | 大連 (1971-2000)の気候 | 大連 (1971-2000)の気候 | 大連 (1971-2000)の気候 | 大連 (1971-2000)の気候 | 大連 (1971-2000)の気候 | 大連 (1971-2000)の気候 | 大連 (1971-2000)の気候 | 大連 (1971-2000)の気候 | 大連 (1971-2000)の気候 | 大連 (1971-2000)の気候 | 大連 (1971-2000)の気候 |
| 月                                                       | 1月                    | 2月                    | 3月                    | 4月                    | 5月                    | 6月                    | 7月                    | 8月                    | 9月                    | 10月                   | 11月                   | 12月                   | 年                     |
| -------------------------------------------------------- | ---------------------- | ---------------------- | ---------------------- | ---------------------- | ---------------------- | ---------------------- | ---------------------- | ---------------------- | ---------------------- | ---------------------- | ---------------------- | ---------------------- | ---------------------- |
| 平均最高気温 °C （°F）                                   | −0.4 (31.3)            | 1.4 (34.5)             | 7.2 (45)               | 14.6 (58.3)            | 20.2 (68.4)            | 24.2 (75.6)            | 26.6 (79.9)            | 27.3 (81.1)            | 23.9 (75)              | 17.5 (63.5)            | 9.7 (49.5)             | 3.1 (37.6)             | 14.6 (58.3)            |
| 日平均気温 °C （°F）                                     | −3.9 (25)              | −2.1 (28.2)            | 3.2 (37.8)             | 10.2 (50.4)            | 16.0 (60.8)            | 20.3 (68.5)            | 23.4 (74.1)            | 24.1 (75.4)            | 20.3 (68.5)            | 13.8 (56.8)            | 6.0 (42.8)             | −0.5 (31.1)            | 10.9 (51.6)            |
| 平均最低気温 °C （°F）                                   | −6.8 (19.8)            | −5.0 (23)              | 0.2 (32.4)             | 6.6 (43.9)             | 12.2 (54)              | 17.2 (63)              | 21.0 (69.8)            | 21.6 (70.9)            | 17.4 (63.3)            | 10.6 (51.1)            | 2.8 (37)               | −3.5 (25.7)            | 7.9 (46.2)             |
| 降水量 mm （inch）                                       | 8.9 (0.35)             | 5.8 (0.228)            | 12.1 (0.476)           | 24.7 (0.972)           | 47.0 (1.85)            | 83.2 (3.276)           | 140.1 (5.516)          | 155.4 (6.118)          | 65.1 (2.563)           | 29.0 (1.142)           | 20.0 (0.787)           | 10.6 (0.417)           | 601.9 (23.697)         |
| % 湿度                                                   | 56                     | 56                     | 55                     | 56                     | 61                     | 73                     | 84                     | 81                     | 69                     | 62                     | 60                     | 58                     | 64                     |
| 平均月間日照時間                                         | 198.0                  | 200.2                  | 238.8                  | 256.9                  | 277.6                  | 254.7                  | 220.7                  | 240.8                  | 251.5                  | 234.6                  | 182.1                  | 183.9                  | 2,739.8                |
| 出典：中国气象局 国家气象信息中心(in Chinese) 2009-03-17 |                        |                        |                        |                        |                        |                        |                        |                        |                        |                        |                        |                        |                        |

## 歴史

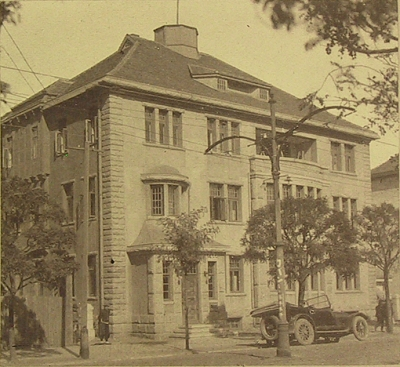
ロシア領事館

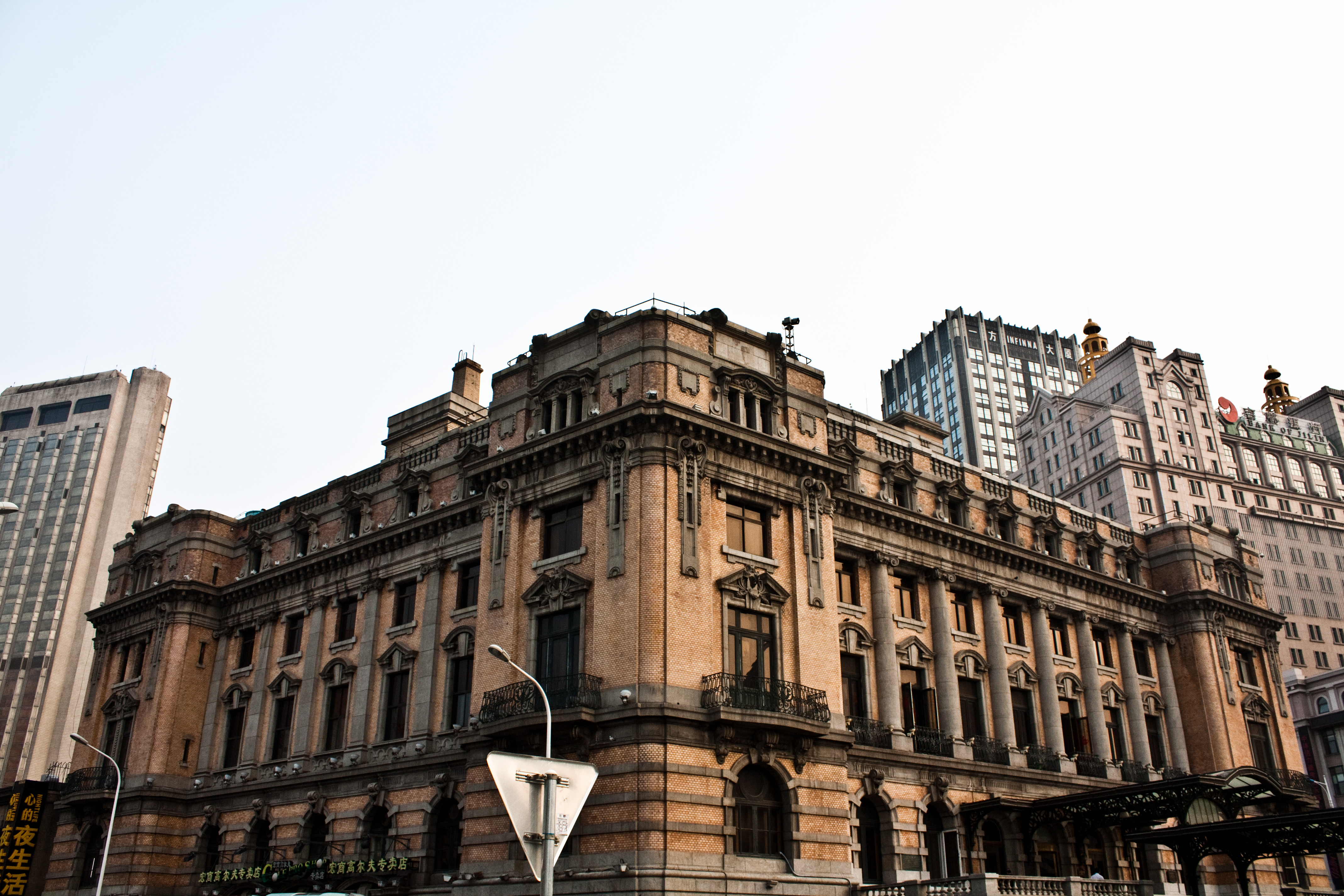
大連賓館（旧大連ヤマトホテル）

魏晋の時代には三山と呼ばれ、唐代には三山浦、明清時代には三山海口、青泥窪口と称した。1880年代に清国が大連湾北岸に砲台を築き、都市が形成され始めた。
日清戦争後の1898年、三国干渉で清国を救済した見返りとして、旅順・大連租借条約で大連のある遼東半島先端部を租借する権利を得たロシアが「ダルニー」（Дальний; 「遠い」）と名づけた。真冬でも凍結しない港はロシアでは貴重であったため、巨額の資金を投入して東清鉄道を建設してシベリア鉄道と連絡させ、港の整備を開始した。またフランスのパリをモデルにした都市計画を作成し、郊外の旅順には要塞を建設した。
しかし、1904年に勃発した日露戦争は日本優位のまま終戦となり、戦後の1905年ポーツマス条約により遼東半島先端部の租借権はロシアから日本に移った。日本では清朝の地名「大連湾」から「大連」が都市名として採用された。これはロシア名のダルニーと発音が似ていることにもよる。
ロシア時代は、鉄道の建設が終わったばかりで港は整備中であり、線路の港寄りの街路と一部の建築物ができた状態で、人口は4万人程だった。日本政府は、大連を貿易都市として発展させるため「大連市区計画」を策定、関東都督府と南満洲鉄道にインフラの整備を続行させ、港湾施設を拡張した。またロシアの作成した都市計画を踏襲して西洋風の建築物が立ち並ぶ街路と市電を建設した。1920年代には現在の大連駅とその駅前一帯が整備され、中心市街がほぼ現在の形になった。
日中戦争が1937年に勃発したが、1940年には大連の人口は60万人を超え、アジア有数の貿易港となった。日本人居住者は約20万人で、大連の政治家や公務員の大半が日本人であったため、支配層と見られていた。これは隣接する満洲国の主要都市でも同じような状況であった。
日本統治時代の大連に関しては、アカシアの並木道が代表的なシンボルとして挙げられ、清岡卓行の芥川賞を受賞した『アカシヤの大連』をはじめとする一連の作品群、鮎川哲也の「ペトロフ事件」などにおいて描かれていることでも有名である。また、司馬遼太郎の『坂の上の雲』は、日露戦争時代の大連・旅順が舞台であり、同作がNHKのスペシャルドラマとなった際には同地でもそれぞれロケが行われた。
第二次世界大戦末期の1945年、日ソ中立条約府延長通告があったが１年間の有効期間が残っていた。有効期間中にもかかわらずソ連赤軍が8月9日に対日参戦。8月22日にはソ連は大連を占拠した。同年9月に戦争終結後も、同年8月に結ばれた中ソ友好同盟条約に基づきソ連は大連港を旅順港や南満洲鉄道と共に引き続き管理下においた。このために、国共内戦下でも国民党側の支配下に入ることはなかった。中華人民共和国に返還されるのは1951年のことである。1951年に旅順市を合併し、旅大と改称したが、1981年に元の大連に名前を戻している。
1990年代の改革開放経済のもと、中国東北部の中でも特に目覚しい経済的発展を遂げている。

### 地名の変わり
| 時代 | 名                                   |
| ---- | ------------------------------------ |
| 漢代 | 幽州・遼東郡・沓県・三山浦郷         |
| 唐代 | 河北道・安東都護府・東沓県・青泥浦郷 |
| 明代 | 山東省・登州府・東沓県・青泥窪郷     |
| 清代 | 関東州・大連市                       |
| 近代 | 旅大市                               |
| 現代 | 遼寧省・大連市                       |

| 現名                 | 元名 （日本時代）                 |  | 現名             | 元名 （日本時代）  |  | 現名             | 元名 （日本時代）  |
| -------------------- | --------------------------------- |  | ---------------- | ------------------ |  | ---------------- | ------------------ |
| 中山広場             | 大広場 （ニコライェフスカヤ広場） |  | 人民広場         | 長者広場           |  | 港湾広場         | 東広場             |
| 二七広場             | 千代田広場                        |  | 三八広場         | 朝日広場           |  | 五四広場         | 黄金広場           |
| 友好広場             | 西広場                            |  | 民主広場         | 敷島広場           |  | 解放広場         | 大正広場           |
| 勝利広場             | 駅前広場                          |  | 北海公園         | 北公園             |  | 労働公園         | 中央公園           |
| 老鱉湾               | 春日池                            |  | 民沢公園         | 児童遊園地         |  | 中山公園         | 聖徳公園           |
| 明沢湖               | 鏡池                              |  | 星海公園         | 星ヶ浦             |  | 植物園           | 彌生池公園         |
| 大連市人民政府       | 関東州庁                          |  | 自然博物館       | 満蒙資源館         |  | 芸術展覧館       | 中東鉄路輪船公司   |
| 第十六中学           | 今常高等小学                      |  | 青泥窪橋小学     | 常盤小学           |  | 第八中学         | 霞小学校           |
| 中山区中心小学       | 大連音楽学校                      |  | 理工大学化工学院 | 大連一中           |  | 五四路小学       | 大連盲唖学校       |
| 民生小学             | 松林小学                          |  | 大連鉄路分局     | 南満鉄道株式会社   |  | 勝利橋郵局       | 大連中央郵局       |
| 第二十四中学         | 春日小学                          |  | 第四十八中学     | 大正小学           |  | 東北路小学       | 聖徳小学           |
| 第二中学             | 南山麓小学                        |  | 第二十中学       | 大連彌生高等女学校 |  | 水仙小学         | 大連昭和高等女学校 |
| 海校                 | 大連三中                          |  | 第七十一中学     | 日本橋小学         |  | 児童医院         | 大連児童保健所     |
| 大連大学附属中山医院 | 満鉄大連病院                      |  | 医大第一付属医院 | 赤十字病院         |  | 造船場医院       | 亜細亜旅館         |
| 大連賓館             | 大連ヤマトホテル                  |  | 大連飯店         | 遼東旅館           |  | 南山賓館         | 満鉄高級職員別墅区 |
| 秋林女店             | 三越株式会社大連支店              |  | 大連商場         | 大連市場           |  | 天津街百貨商店   | 幾久屋             |
| 大連煤気公司         | 大連瓦斯株式会社                  |  | 大連機車車輛     | 満鉄沙河口工場     |  | 実験劇場         | 帝国館             |
| 友好電影院           | 太陽館                            |  | 進歩電影院       | 中央映画館         |  | 工人劇場         | 宝館               |
| 鉄路文化宮           | 協和会館                          |  | 五金交電商店     | 勝又洋服店         |  | 盛道玻璃製品場   | 南満硝子株式会社   |
| 大連電業局           | 大連電業株式会社                  |  | 大連歌舞団       | 白俄総督公館       |  | 大連船舶重工集団 | 大連船渠           |
| 民生街               | 奧町                              |  | 上海路           | 北大山通           |  | 七七街           | 桜町               |
| 智仁街               | 桜花台                            |  | 星海一站         | 月見ヶ岡           |  | 白山路           | 真金町             |
| 延安路               | 播磨町                            |  | 万歳街           | 薄町               |  | 海港大院         | 碧山荘             |
| 長春路               | 菖蒲町                            |  | 魯迅路           | 東公園町           |  | 西安路           | 大正通             |
| 大連站               | 大連駅                            |  | 新起屯           | 大房子             |  | 武昌街           | 逢板町             |
| 振工街               | 福星街                            |  | 黄河路           | 恵比須町           |  | 東北路           | 回春街             |
| 秀月橋               | 鶴舞橋                            |  | 香爐礁           | 香爐屯             |  | 大連人民体育場   | 大連運動場         |
| 朝陽街               | 朝日町                            |  | 春柳             | 春柳屯             |  | 解放路           | 春日町             |
| 葵英街               | 初音町                            |  | 八一路           | 長春台             |  | 鞍山路           | 長安街             |
| 老虎灘橋             | 汐見橋                            |  | 青泥窪橋         | 常盤橋             |  | 中山路           | 常盤町             |
| 長江路               | 監部通                            |  | 友誼街           | 京極通             |  | 世紀街           | 紀伊町             |
| 富国街               | 裙裾野町                          |  | 小竜街           | 静ヶ浦             |  | 金家街           | 金家屯             |
| 天津街               | 浪速町                            |  | 玉華街           | 蔦町               |  | 昆明街           | 若狹町             |
| 人民路               | 山県通                            |  | 太原街           | 上葵町             |  | 聯合路           | 王陽街             |
| 兴隆街               | 連鎖街                            |  |                  |                    |  |                  |                    |

### 現代
- 2011年8月14日、大連反p-キシレンデモが起きた。
- 2016年6月14日、大連タクシー事件が起きた。
- 2016年8月5日、大連華表事件が起きた。

## 行政
遼寧省の大都市である。
大連市政府は、中山路の人民広場の北側の主要ビル（もとの関東州庁）および市内各地のビルにある。その組織には、商業局、外国経済貿易局、衛生局、情報（信息）産業局、警察（公安）、宗教、科学技術局などがあり、区レベルの該当部署とも連絡を取りながら事務を司る。大連市の最近の産業政策としては、2003年に「大・大連計画」を発表し、4つの基地（石油化学工業、造船工業、現代設備製造工業、電子産業基地）と1つの中心（航運中心＝物流センター）になるように努めていて、2004年には「旅順南路ソフトウェア産業地帯」を発表し、大連ソフトウェアパーク第2期などを進めている。また渤海に浮かぶ中国北部で最大の島といわれる長興島の開発も進めている。

### 行政区画
大連市は以下の7市轄区・2県級市・1県から構成されている。
| 大連市の地図                                                                                   | 大連市の地図       | 大連市の地図            | 大連市の地図      | 大連市の地図 | 大連市の地図 |
| ---------------------------------------------------------------------------------------------- | ------------------ | ----------------------- | ----------------- | ------------ | ------------ |
| 1 2 3 甘井子区 旅順口区 金州区 普蘭店区 長海県 瓦房店市 荘河市 1. 中山区 2. 西崗区 3. 沙河口区 |                    |                         |                   |              |              |
| 名称                                                                                           | カタカナ           | 面積 (平方キロメートル) | 戸籍人口 (2007年) |              |              |
| 市轄区                                                                                         |                    |                         |                   |              |              |
| 西崗区                                                                                         | シーガン           | 23.94                   | 307,123           |              |              |
| 中山区                                                                                         | ジョンシャン       | 40.10                   | 353,775           |              |              |
| 沙河口区                                                                                       | シャーフーコォウ   | 34.71                   | 642,954           |              |              |
| 甘井子区                                                                                       | ガンジンズー       | 451.52                  | 704,356           |              |              |
| 旅順口区                                                                                       | リューシュンコォウ | 512.15                  | 208,874           |              |              |
| 金州区                                                                                         | ジンジョウ         | 1,352.54                | 717,169           |              |              |
| 普蘭店区                                                                                       | プーランディエン   | 2,769.90                | 826,619           |              |              |
| 県級市                                                                                         |                    |                         |                   |              |              |
| 瓦房店市                                                                                       | ワーファンディエン | 3,576.40                | 1,025,262         |              |              |
| 荘河市                                                                                         | ジュアンフー       | 3,655.70                | 921,496           |              |              |
| 県                                                                                             |                    |                         |                   |              |              |
| 長海県                                                                                         | チャンハイ         | 156.89                  | 74,225            |              |              |
| 全市                                                                                           |                    | 12,573.85               | 5,781,853         |              |              |

旧来からの大連にあるのが、中山、西崗、沙河口、甘井子の4区であり、俗に「市内4区」と呼ばれている。中山区は大連駅から東側の旧市街で、中山広場、大連港などがある。西崗区は駅の西側の旧市街で、市政府（＝市役所、旧関東州庁）等がある。沙河口区と甘井子区はもともと住宅地区であったが、大連周水子国際空港、大連高新技術産業園区、大連ソフトウェアパークもあり、近年商業化・市街化が進んでいる。
北郊外の金州区（開発区・保税区を含む）と西郊外の旅順口区は、それぞれ金州駅・開発区金馬路と軍港近くの市街区域以外はほぼ農村・漁村で、そこへ大学・工場が建設されている。
普蘭店区、瓦房店市、荘河市の北方2市は普蘭店駅、瓦房店駅、荘河市街区を除いてはほぼ農村・漁村であるが、工場の進出も始まっている。長海県は黄海に浮かぶ諸島で大連港と皮口からフェリーが運行している。また2008年度より大連周水子空港より飛行機にて行く事も可能となった。
上記の通り、大連広域市は区・市・離島を含む行政区域の構成をしており、広域市全体の人口は600万弱。また、戦前の日本租借地（関東州）は、現在の大連広域市の南半分で（ほぼ普蘭店駅と皮口を結ぶ線の南側）、現在のほぼ7区の範囲に当たり、北方2市は満洲国に属していた。
なお、経済発展の牽引が目的で功能区が設けられている。
金州新区
2010年4月29日成立。金州区、大連経済技術開発区、大連金石灘国家旅遊度假区が属する。この地域には「大連金州新区管委会」、「大連市金州区人民政府」、「大連経済技術開発区管委会」、「大連金石灘国家旅遊度假区管委会」と異なる管理組織があるが、全体統括は「大連金州新区管委会」が行なっている。なお、保税区、二十里堡街道、亮甲店街道、三十里堡街道、石河街道はこの地区に属していない。
普湾新区
2010年5月27日成立。「大連普湾新区管委会」と「普蘭店市人民政府」と異なる管理組織があるが、全体統括は「大連普湾新区管委会」が行なっている。旧・金州区三十里堡街道、石河街道、旧・瓦房店市炮台鎮、復州湾鎮、大連松木島化工園区などはこの地区に属している。
大連保税区
2010年6月11日成立、「大連保税区管委会」が管理している。旧・金州区二十里堡街道、亮甲店街道、大連大窯湾保税港区、大連保税物流園区などはこの地区に属している。
大連長興島経済技術開発区（大連長興島臨港工業区）
2010年6月22日成立。2010年4月に国務院の批准を受け、国家級経済技術開発区に昇格。旧・瓦房店市長興島街道、交流島街道はこの地区に属している。
大連長山群島旅遊避暑度假区（大連長山群島海洋生態経済区）
2010年4月9日成立、長海県と合同で業務を行なっている。

### 年表
この節の出典

#### 旅大行署区
- 1949年10月1日 - 中華人民共和国旅大行署区が成立。大連市・大連県・旅順市・金県が発足。(2市2県)
- 1949年11月10日 - 金県の一部が分立し、長山県が発足。(2市3県)
- 1950年12月1日 - 旅大行署区が直轄市の旅大市に昇格。

#### 旅大市
- 1950年12月1日 - 旅大行署区が直轄市の旅大市に昇格。(12区1市2県)
  - 大連市が分割され、中山区・西崗区・嶺前区・沙河口区・寺児溝区が発足。
  - 大連県が分割され、西山区・南関嶺区・甘井子区・岔溝区・小平島区・革鎮堡区・営城子区が発足。
- 1950年12月12日 (7区1市2県)
  - 西山区が沙河口区に編入。
  - 南関嶺区・甘井子区が合併し、甘井子区が発足。
  - 岔溝区・小平島区が合併し、小平島区が発足。
  - 革鎮堡区・営城子区が合併し、営城子区が発足。
  - 寺児溝区が中山区に編入。
- 1953年1月31日 - 長山県が長海県に改称。(7区1市2県)
- 1954年6月19日 - 遼寧省に編入され、遼寧省旅大市となる。

#### 遼寧省旅大市
- 1954年6月19日 - 旅大市が遼寧省に編入され、遼寧省旅大市となる。(7区)
  - 旅順市・金県・長海県が省直轄県級行政区となる。
- 1954年8月10日 - 旅順市・金県・長海県を編入。(7区1市2県)
- 1956年5月25日 - 営城子区・小平島区が合併し、大辛寨子区が発足。(6区1市2県)
- 1958年12月20日 - 遼陽専区新金県・復県、安東専区荘河県を編入。(6区1市5県)
- 1959年3月8日 (4区1市5県)
  - 嶺前区が中山区に編入。
  - 大辛寨子区が沙河口区・甘井子区・旅順市に分割編入。
- 1960年1月7日 - 旅順市が区制施行し、旅順口区となる。(5区5県)
- 1965年12月16日 - 復県・金県・新金県が遼南専区に編入。(5区2県)
- 1965年12月27日 - 荘河県が丹東市に編入。(5区1県)
- 1968年12月26日 - 遼南専区金県・復県・新金県、丹東市荘河県を編入。(5区5県)
- 1981年2月9日 - 旅大市が大連市に改称。

#### 遼寧省大連市
- 1983年9月16日 - 金県の一部が甘井子区に編入。(5区5県)
- 1985年1月17日 - 復県が市制施行し、瓦房店市となる。(5区1市4県)
- 1987年4月21日 - 金県が区制施行し、金州区となる。(6区1市3県)
- 1991年11月30日 - 新金県が市制施行し、普蘭店市となる。(6区2市2県)
- 1992年9月21日 - 荘河県が市制施行し、荘河市となる。(6区3市1県)
- 2004年9月11日 - 長海県の一部が荘河市に編入。(6区3市1県)
- 2013年1月8日 - 普蘭店市の一部が瓦房店市に編入。(6区3市1県)
- 2015年10月13日 - 普蘭店市が区制施行し、普蘭店区となる。(7区2市1県)
- 2016年2月19日 - 普蘭店区の一部が金州区に編入。(7区2市1県)

## 政治
| 名前   | 性別 | 出生年月  | 職務     |
| ------ | ---- | --------- | -------- |
| 胡玉亭 | 男   | 1964年7月 | 市委書記 |
| 陳紹旺 | 男   | 1971年2月 | 市長     |

- 在瀋陽日本国総領事館在大連領事事務所 がある。
- その他、米国、韓国などの領事館もある。
- 日本の製造業関連企業が多く進出している関係で、首都圏の他は、特に中部地方名古屋市との経済的繋がりが深い都市である。転勤などにより、名古屋市在住の大連出身者も多い。

## 経済

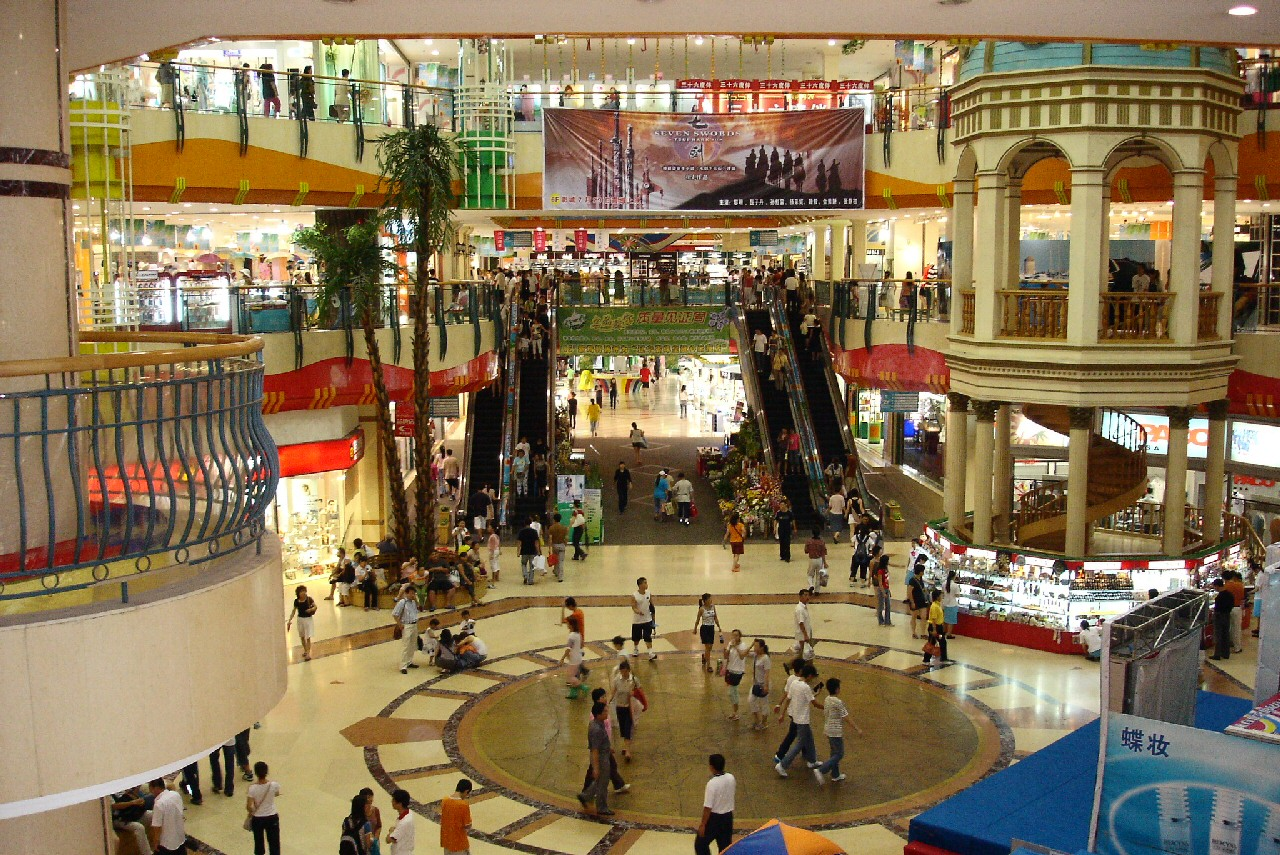
大規模な新ショッピングセンター（2005年8月）

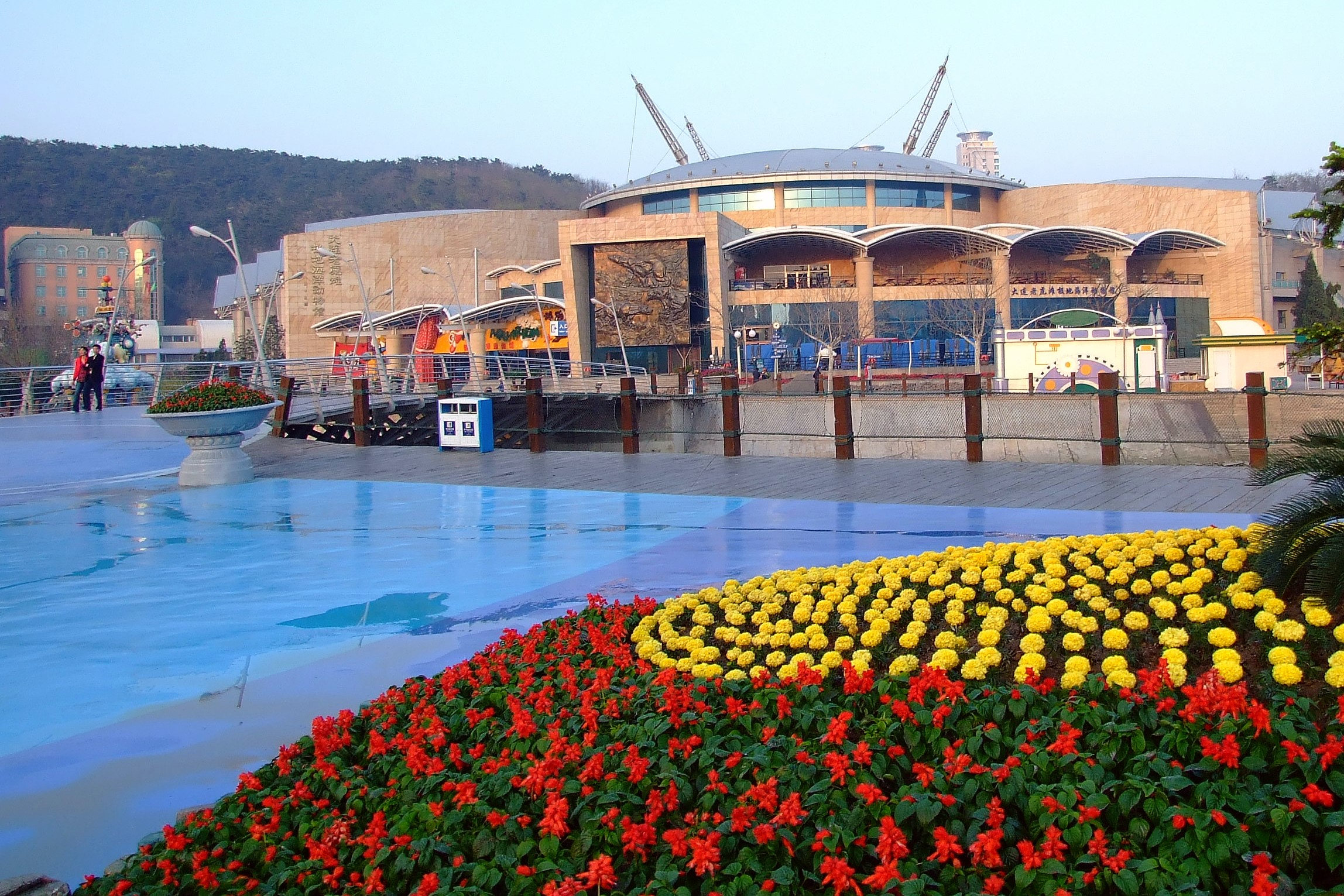
大連老虎灘海洋公園（2007年3月）

### 農業・漁業
大連はもともとは農業・漁業が主体の土地であって、いまも農業ではトウモロコシ、野菜、リンゴ・サクランボ・モモなどの果物の栽培が盛んである。漁業は特に盛んで、現在は各種の海水魚の捕獲、コンブ・ワカメ・帆立貝・ウニなどの養殖が行われ、日本・韓国への輸出も多い。

### 重・軽工業、化学工業、流通業
大連は日本統治時代から造船（大連汽船）、鉄道車両の製造（南満洲鉄道の沙河口工場）などが存在したが、戦後、重・軽工業、化学工業も盛んになった。貿易港として発展した経緯から、流通業も盛んで、中国の主要流通業者の支店がある。
大連は中国第3の港湾都市で、大連港は中国東北地方の代表的な港で、中国最大の石油輸入港でもある。過去には世界銀行の援助も受けながら整備が進んできた。2003年の輸出総額95.3億米ドル、輸入総額77.7億米ドルであった。2005年北郊外の大孤山半島で最新港（おもに鉱石・石油の輸出入）の使用も始まっている。東北地方への鉄道の出発点である大連駅、大連国際空港、高速道路網と相まって、大連は巨大な流通センターとなっている。

### 大連経済技術開発区
1978年に始まった改革開放政策の一環として、1984年に北郊外の金州区の東半分が「大連経済技術開発区」に指定されている。詳しくは、「大連経済技術開発区」のページを参照。

外国企業、特に日本企業の進出が著しい。
- 三菱電機
- 東芝（撤出済）
- 三洋電機
- ニデック
- CANON
- マブチモーター
- 三島食品
- アイリスオーヤマ
- TOSTEM
- OMRON
- ローム
- 富士ファイン
- 池宮印刷
- 大連フレッシュ食品
- サンケン
- 日本微型電機
- 原田工業
- 北興ハーネス
- 北村閥門
- スター精密
- 大連大陽日酸気体
- 富士電機
- 山営化成
- 岩谷産業
- YKK
- YKK AP
- セイコー
- TOTO
- 一広タオル
- 三井森包装
- 三洋制冷
- コニカミノルタ
- ジェイテクト
- 大連三協
- 旭計器
- 富士塑料
- 紀伊塑料
- 大連富士発英
- グンゼ
- 親和測定
- 大連中村精密
- TDK
- リョービ
- 大連三越精密部品
- 大連藤洋鋼材
- 出光
- 栗田工業
- 最上世紀
- ミツバ
  - 旧: 自動車電機工業
- 日清製油
- クリエートメディック
- JMS
- KISCO

その他多数が進出している。
次いで韓国企業、欧米企業（ファイザーなど）の進出が著しい。
INTELは、2010年10月26日から、中国で初めての大規模半導体工場を双D港(DDポート)地区で操業を開始した。その他、米国や日本のIBM、DELL、Hewlett-Packard、ORACLE、Panasonic、SONY、NECなどのIT業務については、下記の「情報産業」を参照のこと。

### 金融関係
大連には中国の5大銀行（中国銀行、中国建設銀行、中国工商銀行、中国農業銀行、中国交通銀行）の他に、中国招商銀行、中国光大銀行、中国民生銀行、中国中信銀行などの支店（支行・分行）がある。
2007年に大連市商業銀行は、大連銀行と改名され、公共交通機関用の明珠ICカードの販売など市と密接した業務なども扱っている。
日系の銀行は、三菱UFJ銀行、三井住友銀行、みずほ銀行、西日本銀行、山口銀行、山陰合同銀行、北洋銀行などがある。
その他の外資系の銀行は、Citibank（中国語名は花旗銀行）、韓国URI銀行、HSBC（中国語名は匯豊銀行）、スタンダードチャータード銀行（中国語名は渣打銀行）、東亜銀行（BEA）、南洋商業銀行（NCB）などの支店もある。
日本の損保ジャパン（中国語名は日本財産保険）の中国本部も大連にある。
大連商品交易所は中国で唯一の商品先物市場で、大豆などの穀物から他の商品へ拡大中であり、金融業界のオペレーションを集めて、星海広場の北側に大連金融街の建設が始まっている。

### 情報産業
大連市は1990年代からIT産業育成に力を入れており、西郊の大連ハイテクゾーン（大連高新技術産業園区）と 大連ソフトウェアパーク（大連軟件園）に集中している。華信グループ、海輝グループ、東軟グループなど中国のIT企業の開発拠点があるだけでなく、世界のソフトウェア開発・情報サービス（データ入力・コールセンター・業務引き受けなど）関係の企業も多く進出している。
日系企業の代表は、Panasonic、SONY、NECなどがある。
その他の外資系企業では、IBM、DELL、Hewlett-Packard、ORACLE、CSK、ALPINE、OMRON、Trial Company、NHST（NHNの子会社）、SAP AG、Genpact、MPGその他多数が進出している。

### 日系商社・商業施設
現在、進出している日系の商業施設としては、SOGO（久光百貨）大連店、マイカルは以前は日系商業施設（MYCALグループ）であったが現在は100％中国系商業施設（MYCAL大連商城）であるので日系商業施設ではない。
日系商業施設であると言う話は間違いである （大連の大型商業施設、「マイカル大連商場」の工事費用の残金支払い問題 http://knak.cocolog-nifty.com/blog/2007/01/post_4b2a.html）
かつては、三越大連店も存在した。
その他、市内には欧米の商業店であるIKEA、メトロ、デカトロン、ウォルマート、カルフールなどもある。また、欧米の高級ブランド（LOUIS VUITTON、CHANEL、COACHなど）だけが入ってる商業施設もある。市内、市郊外に万達広場などの近代的なショッピングセンターの建設も盛んである。
日系商社の三井物産や丸紅、また日本航空や全日本空輸のオフィスは、領事館と同じビルに支店を構えている。また、オリックス中国本部も大連市東港に設けている。
薄熙来が市長の時代（1999年-）以降、大連市は日本企業を積極的に誘致。2017年時点で、大連市に進出している会社は約1500社。人口約200万人のうち、約19万人が日本企業で働いている推計がある。

### 大連の産業展示・見本市
星海広場にある大連現代博物館には、大連の代表的企業の展示が年中を通して開催される。
主な展示会として、中国国際ソフトウェア・情報サービス交易会、大連国際ビール祭り、大連国際オートショー、大連国際ファッション祭りが開催される。
毎年1月にスイス・ダボスで開かれる世界経済フォーラム（別名、ダボス会議）の新興国・新興企業版「夏季ダボス会議 Summer Davos」（中国語で、夏季達沃斯）の第1回会議が、大連で2007年9月6〜8日に開催された。2008年の第2回、2010年の第4回は天津市で行われたが、2009年の第3回は9月10〜12日に再び大連で開催され、2011年の第5回も9月12日〜14日に大連で開催された。
また2009年11月1〜3日には、言論エヌピーオーが主催の第5回東京フォーラム北京フォーラムが開催された。過去4回は北京、東京という日中の首都都市で行われた会議であるが、初めて首都以外での同会議開催となった。

## 教育
大連には次のような高等教育機関、学校、研究所がある。

### 大学
- 大連大学 （公式ホームページ）
- 大連医科大学 （公式ホームページ）
- 大連外国語大学 （公式ホームページ）…中国東北地区で唯一の外国語大学
- 大連工業大学 （公式ホームページ）
- 大連理工大学 （公式ホームページ）…中央直属、985、211プロジェクト大学
- 遼寧師範大学 （公式ホームページ）
- 東北財経大学 （公式ホームページ）
- 大連海事大学 （公式ホームページ）…中央部属、211プロジェクト大学
- 海軍・大連艦艇学院
- 大連海洋大学 （公式ホームページ）
- 大連交通大学 （公式ホームページ）
- 大連民族大学 （公式ホームページ）…中国東北地区で唯一の中央部属民族大学
- 遼寧警察学院 （公式ホームページ）
- 大連広播電視大学（参照：中央広播電視大学）
- 大連職工大学
- 大連東軟信息学院（元、東北大学東軟信息学院）（公式ホームページ）
- 大連科技学院（元、大連交通大学信息工程学院）（公式ホームページ）

### 大専・職業専門学校
- 大連職務学院
- 大連職業技術学院
- 大連商務学院
- 大連モデル芸術学校（公式ホームページ）
  - 中国でもトップクラスのモデル学校。その校舎の美しさと学内ファッションショーは観光名所ともなっている。（大連モデル芸術学校の観光の詳細）

### 国立・公立小・中・高校
- 大連第二十四中学校
  - 大連市有数のエリート高校。毎年、北京大学や大連医科大学 へ進学する生徒も多い。
- 大連育明高等学校
  - 市内の最も優秀な高校の一つ。
- 大連第八中学校
  - 市内の最も優秀な高校の一つ。
- 大連第一中学校
  - 市内の最も優秀な高校の一つ。
- 遼寧師範大学附属中学
  - 遼寧師範大学が運営する学校。
- 双語学校
  - 英語教育に重きを置いている。中国人の帰国子女が多く通う。
- 大連第四十四中学校
- 大連第四十二中学校
- 大連第十六中学校
  - 大連在住の外国人が多く通う。

### 私立学校
- 大連楓葉国際学校（小学校・中学校・高等学校）
  - 大連のインターナショナルスクール。
  - 欧米やアジアの子供の他に、中国人も通う。
- 大連嘉匯・陽光学校（幼稚園・小学校・中学校・高等学校）
  - 英語と中国語の両方の言語で授業をする学校。
  - 日本人学生も10名ほどいる。
- 大連日本人学校（日本の文部科学省認定の在外教育施設。小学部・中学部の他に幼稚園も併設）

### 理化学研究所
- 中国科学院 大連化学物理研究所（略称、化物所）

## 生活と文化

### 新聞
大連発行の新聞として、大連日報、大連晩報、半島晨報といういずれも朝刊紙がある。

### テレビ
テレビは国営放送である大連テレビ局 があり、現在8チャンネルを有している。
- 第1チャンネル：新聞総合頻道（ニュース総合チャンネル）
  - 毎週土曜日12:00〜12:20（再放送は当日夜と日曜日昼）に「桜の風」という日本語番組が毎週放送されている。キャスターの1人は日本人女性が担当している。（初代:三輪有里子（元九州朝日放送アナウンサー）、2代目:堤満莉子、3代目:高瀬美咲、4代目:楢橋里彩、5代目:元場寛子、6代目:佃由華）。中国人アナウンサーの李若鵬・高昴・劉雪梅と、日本人アナウンサーがペアで司会を行う事が番組の特徴となっている[13]。また韓国語番組として毎週日曜日12:30〜12:50に「中韓之橋」が毎週放送されている。現キャスターは韓国人女性の朴鏡恩。
- 第2チャンネル：生活頻道（生活チャンネル）
- 第3チャンネル：公共頻道（公共チャンネル）
- 第4チャンネル：文体頻道（文化チャンネル）
- 第5チャンネル：総合影視頻道（総合映画チャンネル）
- 第6チャンネル：少児頻道（子供チャンネル）
- 第7チャンネル：財経頻道（経済チャンネル）
- 第8チャンネル：電視購物頻道（テレビショッピングチャンネル）

北京からの中国中央テレビ (CCTV)や、中国の全ての省の代表の放送局などを受信できる。
大連テレビの番組も、ケーブルを通すと、中国全土で視聴可能となっている。
大連テレビ局でパスポートを見せて許可を得て、デコーダー（頂盒）を買った上、天途へ追加月額料金（100元）を支払うと、外国のテレビ局（日本放送協会（NHK）、英国放送協会（BBC）、CNN、韓国放送公社（KBS）など）の海外ケーブル配信業者向け放送を視聴することができる。

### ラジオ
- 大連・瀋陽・北京発のAM局
  - 720 kHz 中央・経済（中国中央経済）
  - 882 大連・新聞（大連ニュース）
  - 963 遼寧・新聞（遼寧省ニュース）
  - 1035 中央・中国之声（中国中央・人民の声）
  - 1152 大連・財経（大連経済）
  - 1575 大連・音楽（大連音楽）
- 大連・瀋陽発のFM局
  - 87.6 MHz 遼寧・経済（遼寧省経済）
  - 90.5 遼寧・大連分台
  - 90.6 遼寧・新聞（遼寧省ニュース）
  - 93.1 大連・財経（大連経済）
  - 97.5 遼寧・交通（遼寧省交通）
  - 99.1 大連・都市（大連・都市情報）
  - 100.8 大連・交通（大連交通）
  - 103.3 大連・新聞（大連ニュース）
  - 104.3 大連・健康橋（大連健康情報）
  - 105.7 大連・文化体育（大連文化スポーツ）
  - 106.7 大連・音楽（大連音楽）
  - 107.8 中央・音楽（中国中央音楽）

が視聴可能。
大連人民広播電台 （大連ラジオ）はインターネットで7チャンネルをストリーミング聴取可。

### 日本語情報誌
たくさんの日本語情報誌も定期的に発行されている。「Concierge大連」、「Whenever大連」、「iD」、「LOOK大連」、「ビプレ」、「大連散歩」などがそれである。領事館、日系レストラン、ホテル、日本語書籍店などで配布している。

### 政府間交流、経済交流、民間交流
日本は大連に、在瀋陽日本国総領事館在大連領事事務所がある。
東北地区では瀋陽に日本と米国の総領事館を置いている。
経済関係ではJETRO 大連事務所もあり、日中企業の経済活動をサポートしている。
また、大連日本商工会 が組織されており、1000社余りの会員で成り立っている。他、その他各県の出先機関がある。また、「大連会」も活発に活動している。現在の大連在住者間では、大連リラの会（奨学金援助）、大連山の会、大連留学生社団など、沢山の日中友好の会がある。

### 音楽、演劇など
遼寧芸術団、大連歌舞団等の歌舞団の他、時々国内・国外の楽団、演奏家、声楽家の演奏会が中山広場に面した大連人民文化クラブで行われている。京劇のファンも多く、大連京劇院の公演は勝利路の大連京劇団麒麟舞台（もと東本願寺大連別院）で行われてきたが、2010年10月に民生路の宏済大舞台（もと天福茶園）へ移転し、おもに毎土曜日午後にそこで行われている。「東北地方の子守歌」はもともと大連市の民謡であった。

### スポーツ

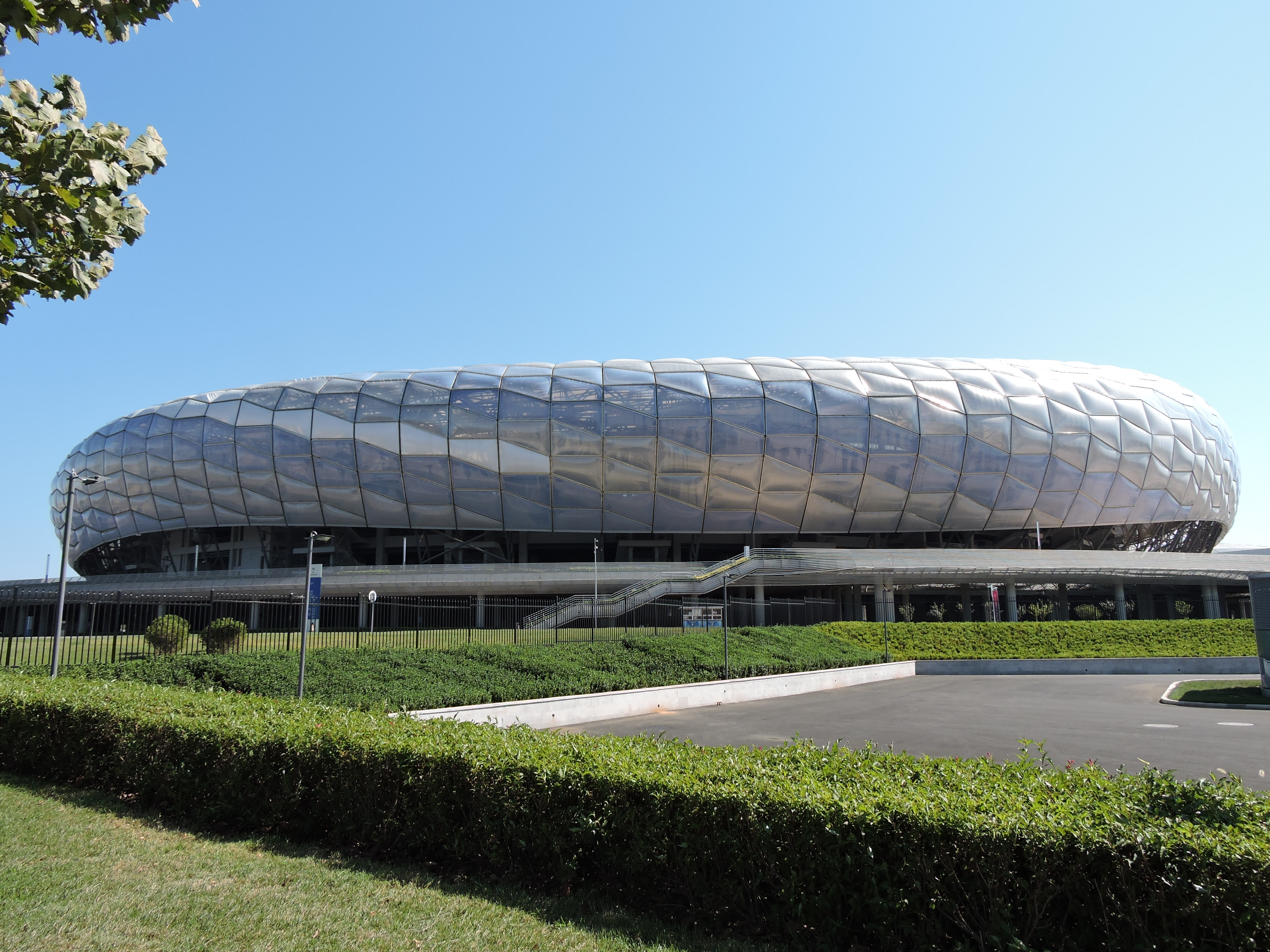
大連体育中心

参加するスポーツとして、バスケットボール、サッカー、卓球、水泳、チェンツ（羽子板遊びの羽を蹴鞠のようにして蹴る遊び）、陸上競技などが盛んで、大学生だけでなく社会人対象でも会社対抗の競技会が時々実施される。陸上競技場（サッカー場）は大連市内と金州区にあるが、市営の室内体育館はなく、大学の体育館を利用する。大連では特に水泳、サッカー、ウォーキングが盛ん。水泳は夏季に海岸や島で泳ぐだけでなく、市内に4つほどの温水プールがあり、特に寒い冬季のいい運動になっている。スケートは市内の児童公園の池（戦前の「鏡が池」）がスケート用に整備されている。スキーは最近市内近くの林海スキー場、金州区の銘湖スキー場、普蘭店区の安波温泉スキー場ができて、徐々に浸透してきている。
プロスポーツとしては、中国サッカー・スーパーリーグの大連人職業足球倶楽部が本拠地を置く。ホームスタジアムは、大連体育中心。

### 主なイベント
大連市を挙げての年中行事は、大連国際服装節（大連国際ファッションショー）、大連春節煙火晩会（国慶節の花火大会）、大連国際槐花節（大連市の花であるアカシア祭り）、CISIS（国際ソフトウェア情報サービス交易会）、大連国際マラソン大会-全日本空輸協賛 -星海広場をスタートして市内道路を通過して大連市人民体育場がゴール、大連国際徒歩大賽（大連国際ウォーキング大会）-日本航空協賛、星海広場をスタートして濱海南路がゴール、大連国際オートショー、大連国際馬拉松大賽、大連国際啤酒節（大連国際ビール祭り）、などが行なわれている。

### 宗教
道教の寺廟は大連市街地区に目だったものはないが、旅順口区の塔河湾に龍王観が、金州区には市街の北に金龍観（大魏家）が、大黒山の北西麓に響水観が、少し離れた金州区亮甲店鎮に真武廟（以前の金頂山廟で、日露戦争の日本人脱走兵が「満洲人」として暮らした伝説があるところ）がある。仏教のお寺としては、市内の唐山街に唐代から続く松山寺があり、旅順北路の鞍子山の北麓に安山寺、大黒石に渤海を見下ろすように千手観音像、五百羅漢があり、金州区の大黒山麓に観音閣勝水寺、朝陽寺が、旅順口区の龍王塘に横山寺がある。
キリスト教カトリック（中国語で、天主教）関係では、西安街に大連カトリック教会（大連天主教教堂、1926年建設）がある。キリスト教プロテスタント（中国語で、基督教）では、中山広場近くの玉光街礼拝堂（戦前の大連聖公会教会で、日本聖公会が英国国教会と共同で1928年に英国領事館の敷地に建設）、長江路に大連市承恩堂（戦前はデンマーク・ルーテル教会、最近まで北京街礼拝堂と呼ばれた）、西南路に新しい朝鮮族礼拝堂（戦前は日本長老教会の分室）、最近建てられた4000人を収容できる大連豊収堂、金州区の金州礼拝堂、旅順口区の旅順礼拝堂（戦前はデンマーク・ルーテル教会）などがある。この他、地下の教会（家の教会）はプロテスタント教会に多い。外国人専用のプロテスタント礼拝は、毎日曜日に大連友好ビルで開かれている。イスラム教では、北京街に大連清真寺がある。
戦前に日本人が独自で建てた宗教建築物は壊されたか、他の用途に転用されている。大連聖公会が唯一の例外で、これは日本聖公会が戦勝国（英国）との共同で建設したため。

### 中日文化交流協会
中国国内で唯一の中日文化交流協会である、『大連中日文化交流協会』 がある。尚、台湾には、『台北駐日経済文化代表処』があり、香港には、『香港日本文化協会』があるが、中国国内では唯一となる。
中国国内唯一の中日文化交流協会が、大連にある背景として、遼寧省や中国東北地区一帯が日本の領土であった時代があり、日本人が多く移り住みその子孫である日本人や日本人の血を引くハーフなどが多くいる事がある。また、当時から移り住んだ日本人が日本文化を広めた事にある。また、近年、中国の日系企業の進出の大幅な伸びにより、大連を含む中国の多くの都市に大幅に日本語や日本企業、日本文化に関わる人々が増えた事がある。

### 大連方言
大連では、北方方言をベースにした普通話がほぼ使われている。ただし街角では大連方言が話される場合も多い。大連方言は、北方方言の一種である「膠遼官話」または「燕語」に属し、大連人の多くが19世紀後半から20世紀前半に主に山東省から「闖関東」と呼ばれる人口移動現象で渡ってきた貧しい農民・漁民なので、山東方言から多くの影響を受けている。大連方言には独特な語彙があり、また日本語の影響（ワイシャツ、モチなど）、ロシア語の影響（フリェープなど）も残っている。

### 歌
- 「大連慕情」（作詞・作曲：松任谷由実） - 母に宛てた黄ばんだ手紙を見付け、主人公は遠い異国の地に生きた亡き父に想いを馳せる。タイトルからもわかるように肉親を恋い慕う純粋な気持ちがテーマ。中国の大連が舞台。亡き父の若い頃の母への手紙を見つけた娘の心情を描く、1977年の萩尾みどりへの提供曲。後に、1980年にセルフカバー、1995年にCalinがカヴァー。
- 「流れる雲を追いかけて」（作詞・作曲：桑田佳祐） - サザンオールスターズ 大連市街が舞台。歌詞中に「連鎖の街」(大連市街にある通りの名称）が出てくる。中国残留孤児をモチーフとしている。
- 演歌「大連の街から」（作詞・作曲：中山大三郎、歌：尾形大作） - 1989年発売。2002年に城之内早苗、2006年に半田浩二がカバー。
- 「初恋の大連」（作詞：みつい礼、作編曲：板見信一、歌：中川芳郎） - のんがカバー。
- 「アカシヤの大連」（作詞：なかにし礼、作曲：平尾昌晃） - 小柳ルミ子が歌。
- 「ニィ・ライラ」（作詞・作曲：クージー、歌：クージー） - 2002年大連をテーマにしたミニアルバム「眼花繚乱」。
- 「We Love You, Dalian!」（作詞・作曲：Mira Maximova、編曲：野田慎仁） - 大連人民文化倶楽部にて収録されたRoza・Mira姉妹とLjのコラボレーション作品[19]。
- 「アカシヤの香り」（作詞：Tsuyoshi..A、作曲：Shingo.A & Tsuyoshi.O、編曲：Tsuyoshi.O） - YouTubeでの大連についての作品[20]。

| 歌名                 | 作詞          | 作曲                  | 編曲       | 歌                   | カバー               | 言語 | 備考               |
| -------------------- | ------------- | --------------------- | ---------- | -------------------- | -------------------- | ---- | ------------------ |
| 大連慕情             | 松任谷由実    | 松任谷由実            | N/A        | 松任谷由実           | 萩尾みどり、Calin    | 日文 | 1977年発売         |
| 流れる雲を追いかけて | 桑田佳祐      | 桑田佳祐              | N/A        | サザンオールスターズ | N/A                  | 日文 | 1982年発売         |
| 大連の街から         | 中山大三郎    | 中山大三郎            | N/A        | 尾形大作             | 城之内早苗、半田浩二 | 日文 | 1989年発売         |
| 初恋の大連           | みつい礼      | 板見信一              | 板見信一   | 中川芳郎             | のん                 | 日文 | N/A                |
| アカシヤの大連       | なかにし礼    | 平尾昌晃              | N/A        | 小柳ルミ子           | N/A                  | 日文 | N/A                |
| ニィ・ライラ         | クージー      | クージー              | N/A        | クージー             | N/A                  | 日文 | 2002年発売         |
| We Love You, Dalian! | Mira Maximova | Mira Maximova         | 野田慎仁   | Mira Maximova        | N/A                  | 英文 | 2013年収録         |
| アカシヤの香り       | Tsuyoshi..A   | Shingo.A & Tsuyoshi.O | Tsuyoshi.O | STS                  | N/A                  | 日文 | 2015年オリジナル曲 |

### 小説
- 司馬遼太郎著『坂の上の雲』- NHKスペシャルドラマ化
- 清岡卓行著『アカシヤの大連』- 芥川賞受賞
- 鮎川哲也著『ペトロフ事件』

### ドラマ
- 『坂の上の雲 (テレビドラマ)』NHK（2009年-2011年）

## 交通

### 鉄道

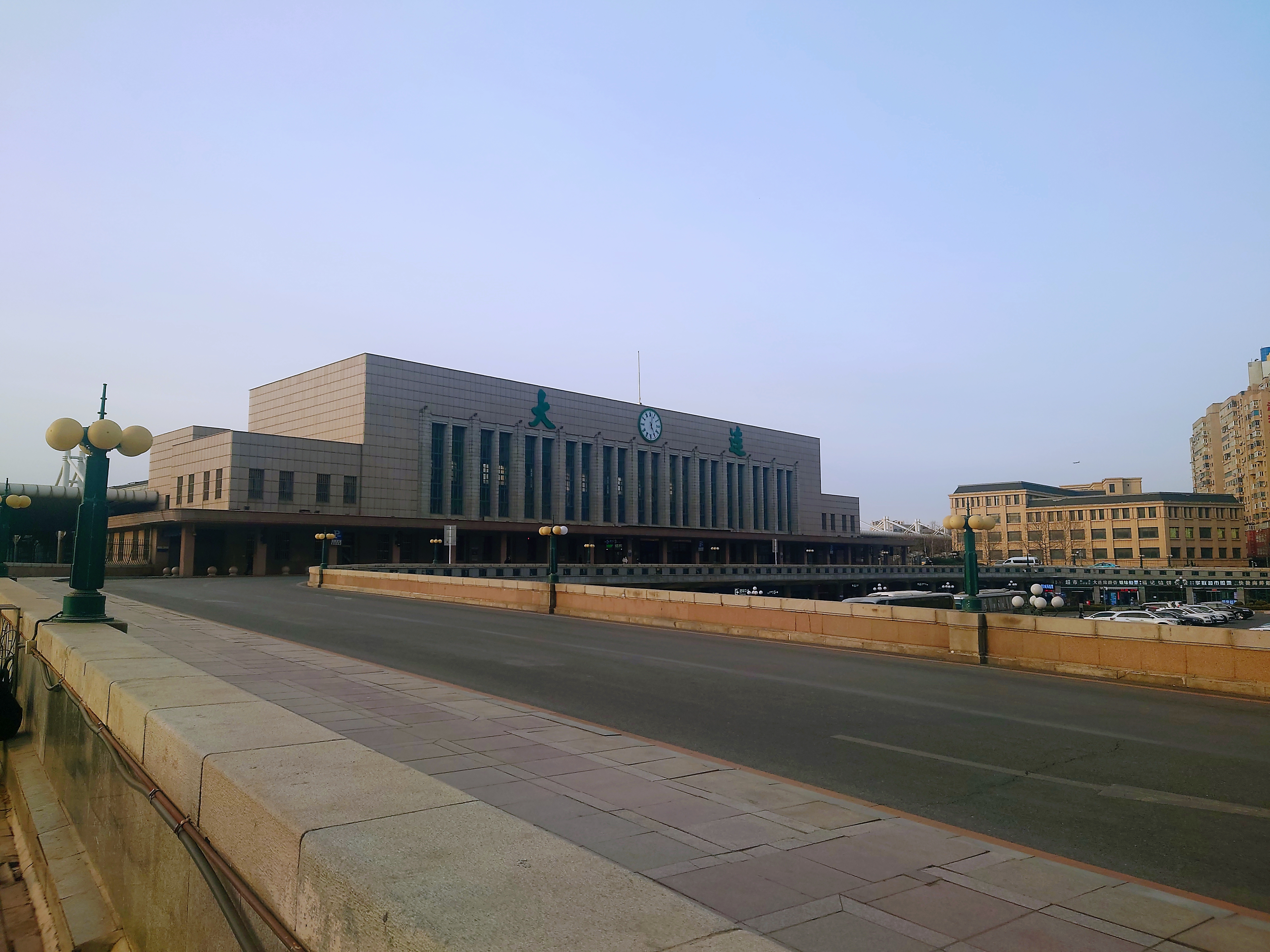
大連駅

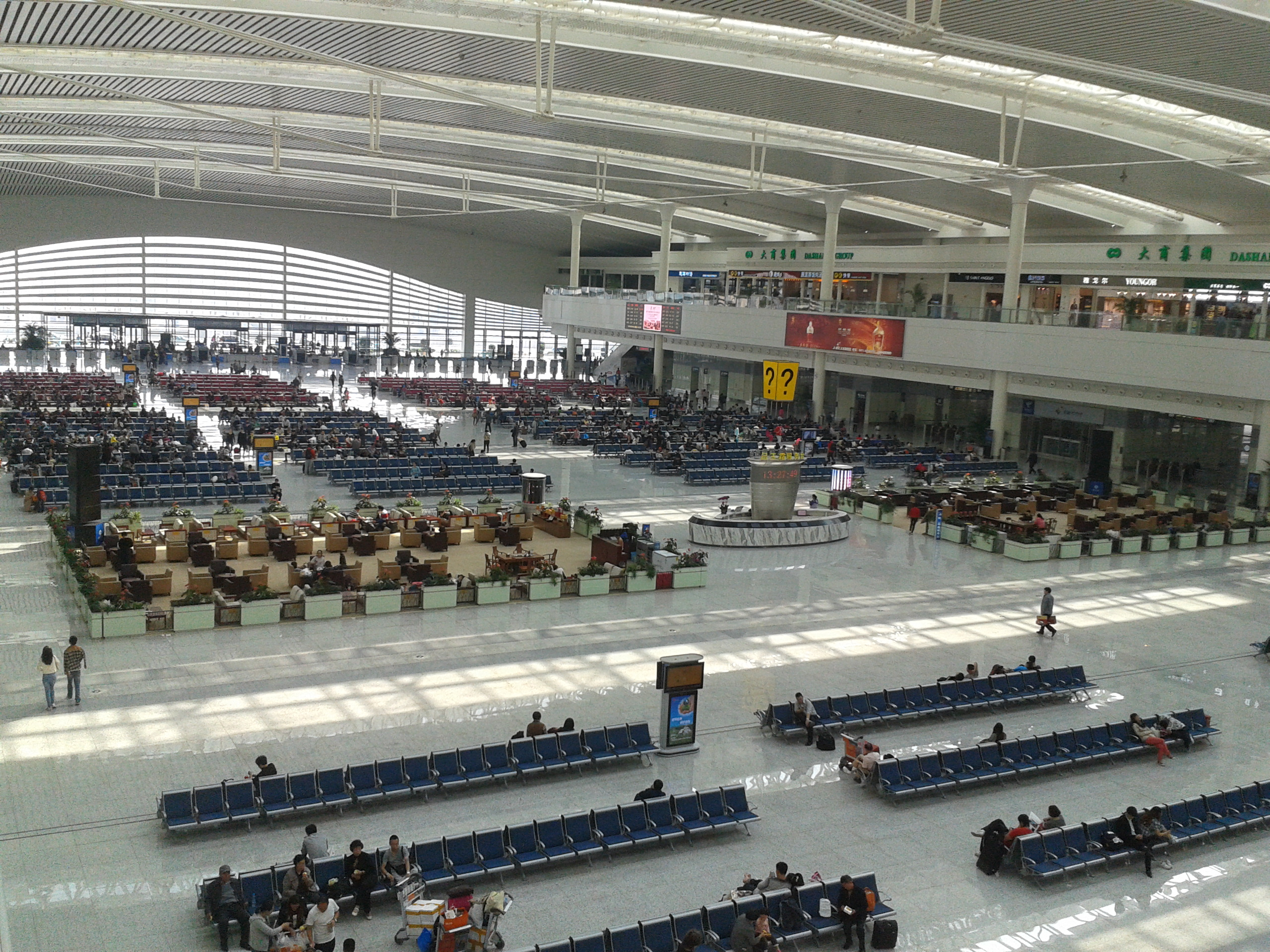
大連北駅 ロビー

大連駅は瀋陽、長春などに向かう旅客列車の起点である。南口にある駅舎は、日本の統治時代の1937年（昭和12年）に建てられたもので、上野駅と似ている。設計は南満洲鉄道の太田宗太郎で、2階が出発、1階が到着と空港のようなつくりになっている。2000年代に設けられた北口には、開発区へ向かう大連地下鉄3号線の駅と凱旋広場がある。
なお、哈大旅客専用線の起工式が2007年8月23日、吉林省長春市で行われた。全長904キロメートル、23駅の路線はほぼ在来線に沿って建設され、2012年に完成した。この路線の開業に合わせて北郊外の南関嶺に大連北駅も建設された。
大連北駅は、瀋陽、長春、哈爾浜、北京などへ向かう高速鉄道の列車が多数発着する。
2015年12月には大連駅・大連北駅から金州駅および荘河北駅を経由して丹東駅に至る丹大都市間鉄道が開業した。

### 空港

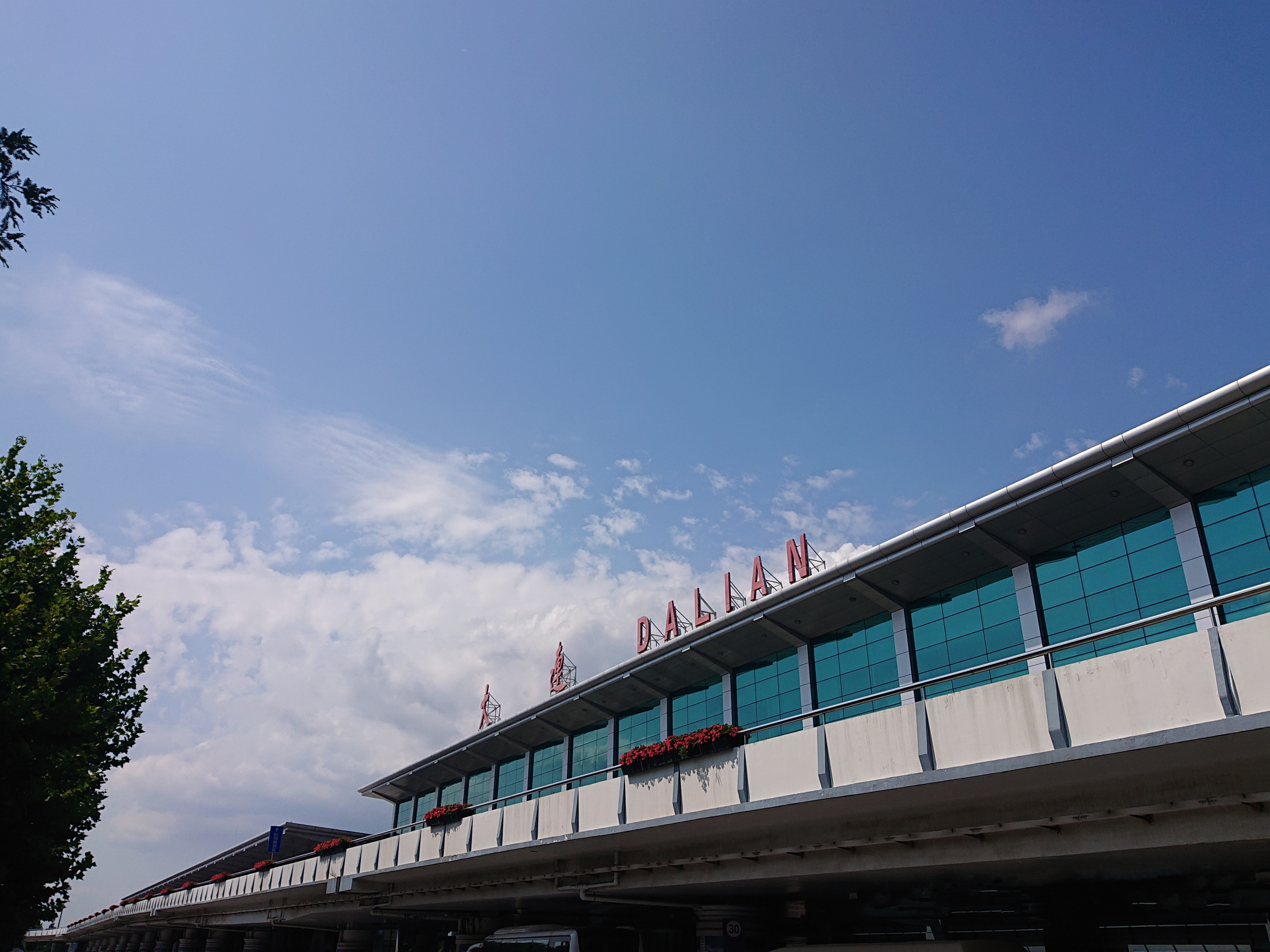
大連周水子国際空港（DLC）

大連周水子国際空港はかつては大日本帝国海軍飛行場として使用され、周水子にあるのでその名称がある。市街地の北西に位置し、大連中心部からは車で20分ほどの距離である。2015年5月22日には大連地下鉄2号線が開通したことで利便性が向上した。近年は利用者の急激な増加により慢性的な遅延が発生していたため新空港が計画された。
新空港として計画されている大連金州湾国際空港は、海上空港で、2010年12月から周辺地域整備工事が動き出し、2013年から海域埋め立てが始まった。場所は金州湾の沖合で、金州区市街の西に当たる。2025年開港予定。

### 港湾

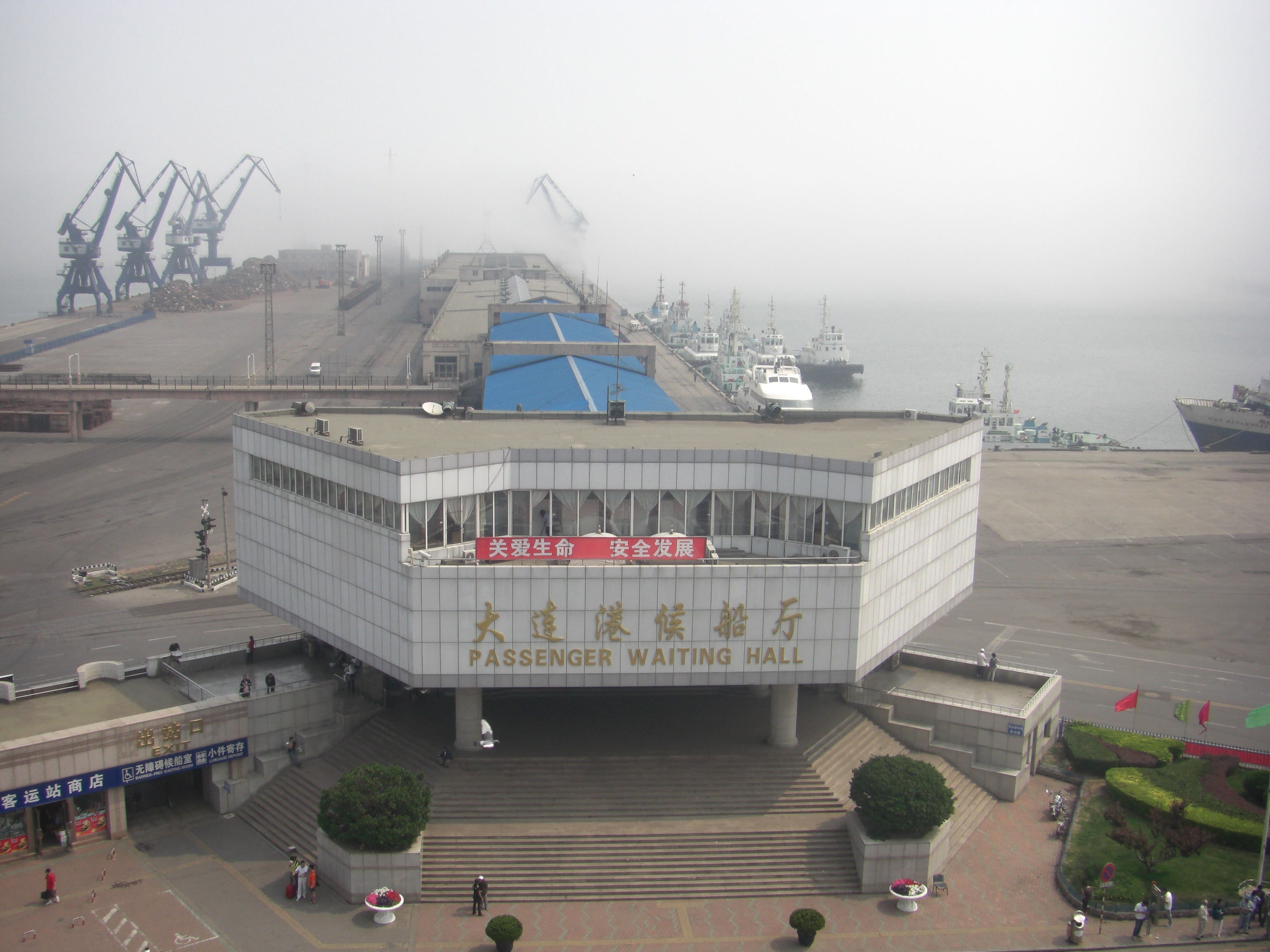
大連港（2009年6月）

大連の東の大連湾に面した大連港は日本統治時代からアジア有数の港で、不凍港である。4つの埠頭があり、このうちひとつをロシアが、3つを日本が建設した。満鉄の線路が残る。満洲国時代は日本から満洲への移住者達の玄関口として栄えた。また第二次世界大戦後、日本人大陸引揚者の多くがこの港から舞鶴へ帰国した。隣に新港も作られ、また北郊外（開発区）の大孤山半島に鉱石・石油を扱う新港も作られた。
軍用の旅順港に対して、大連の西部の渤海に面して旅順新港が20世紀末・21世紀初頭に開鑿され、使用されている。ここからは山東省煙台への渤海鉄道フェリー、東営へのフェリーなどが運航されている。

### 路面電車・トロリーバス・BRT

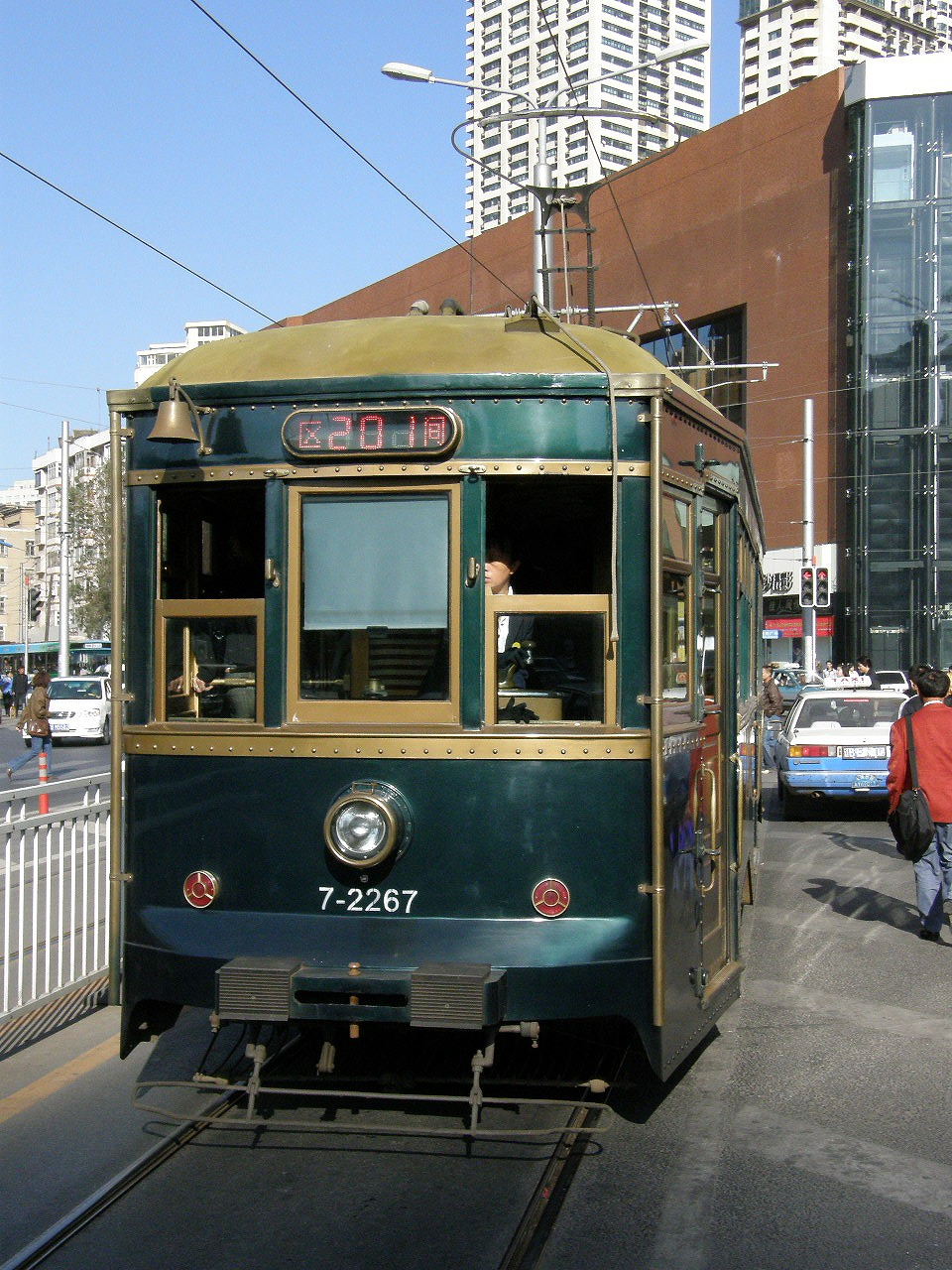
有軌電車（大連駅前）

路面電車・トロリーバス・BRTは大連公交客運集団によって運営されている。
BRT（快速公交）は2008年1月18日に1号線にあたる興工街⇔張前北路間の14km区間が開通した。2007年5月中旬から建設をスタートし、わずか7ヶ月あまりで路線を作り上げた。車両はドイツの技術を採用した64台で運行している。常々渋滞に悩まされている華北路（大連空港⇔西安路エリア）では中央部分を専用道路と利用しており、一般車両は進入できない。運賃は全区間一律1元、明珠ICカード使用で0.95元。
路面電車（大連有軌電車）については日本統治時代に南満洲鉄道電気作業所（のちの南満洲電気→大連都市交通）によって建設されたのが始まりである。中華人民共和国成立後に多くの区間が廃止になったが、2017年現在は201路と202路の2系統が運行されている。なお、202路延伸線については名目上は202路の延伸線であるが、車両は路面電車ではなく快軌（軽軌）仕様である。今、大連地下鉄12号線として表記、使われている。
トロリーバスは101路の1系統のみ存在する。馬欄広場と大連駅を結び、終点の大連駅の手前約500メートルを除き、黄河路を通っている。運賃は全区間一律1元、明珠ICカード使用で0.90元。学生カードに関しては0.40元。

### 地下鉄・快軌

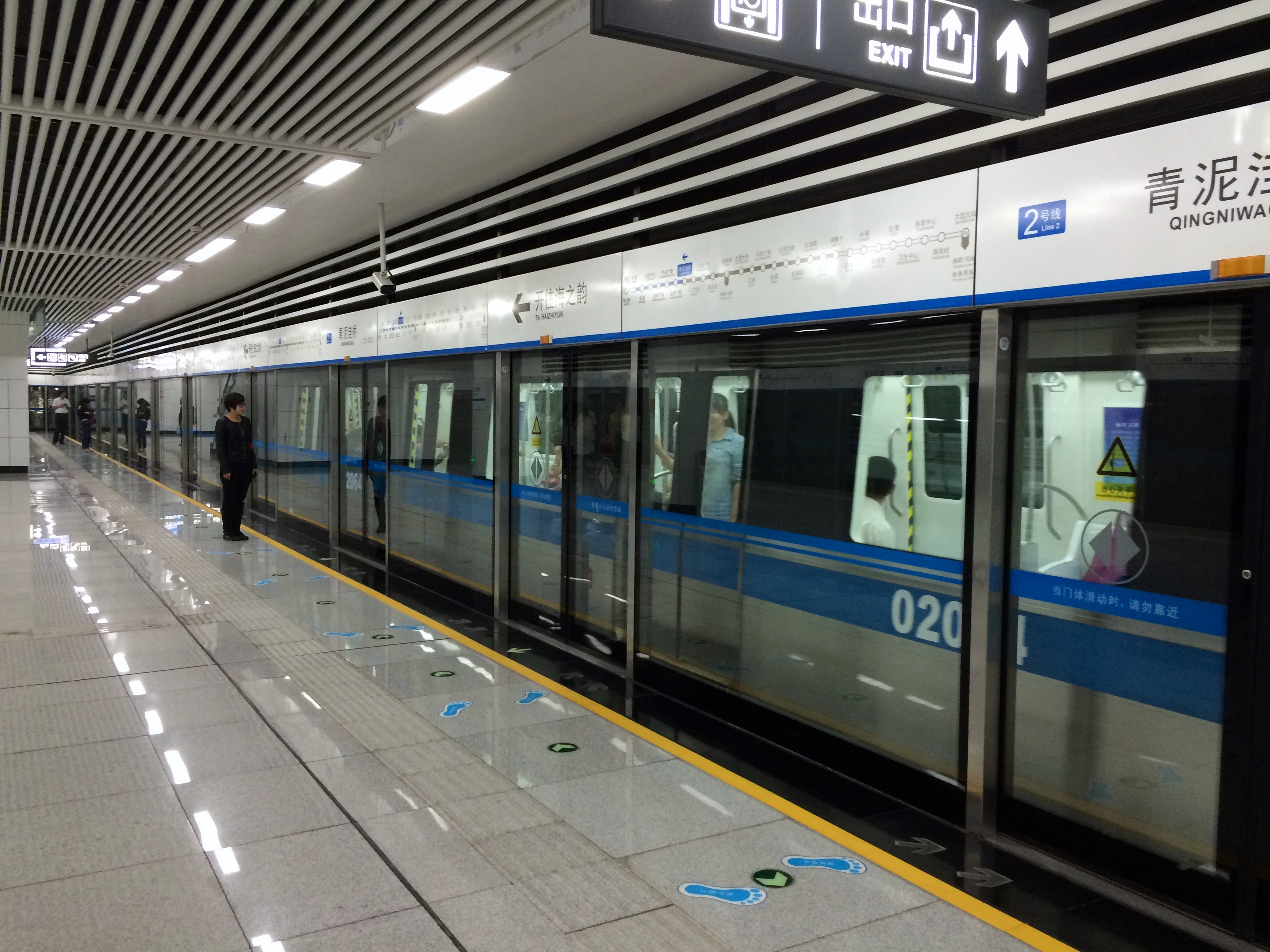
地下鉄2号線

2002年に大連駅北口から開発区を通り、金石灘までの48.58kmを52分で結ぶ3号線が開業したのが始まりである。運賃は行き先により1〜8元で変動する。開発区経由で金州区へ向かう3号線の支線は2008年7月8日より試験運転が開始され、3ヶ月の試験運転を経て、2008年12月28日に営業が開始された（ただし最終列車は九里20時発となる）。大連駅から九里までの運賃は7元である。
2009年には1号線および2号線の建設工事が開始された。1号線は大連北駅付近から南下して西安路・星海広場を経て、西へ旅順南路に沿って河口へ、2号線は海之韻から西へ中山広場・青泥窪橋・西安路・遼寧師範大学・馬欄広場を経て北へ方面へ曲がり、大連国際空港を通り大連北駅へ向かう計画である。2015年5月22日には2号線、10月30日には1号線が部分開業した。

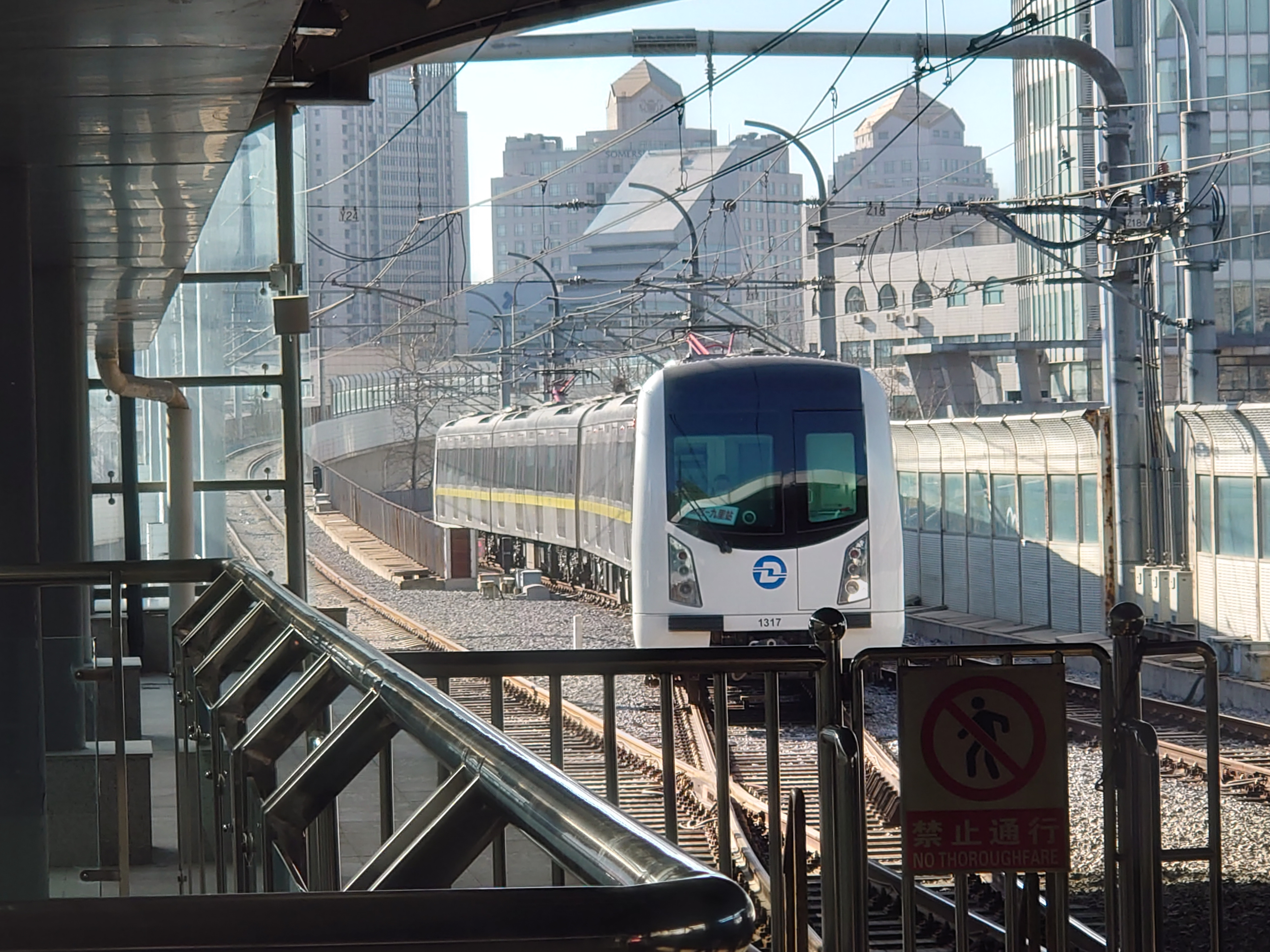
大連地下鉄13号線開通初日　開発区駅

2023年7月現在の大連の地下鉄・快軌路線は次の通りである。
| 路線番号 | システムコード | 区間                               | キロ程 | 駅数 | ラインカラー | 備考                            |
| -------- | -------------- | ---------------------------------- | ------ | ---- | ------------ | ------------------------------- |
| 201路    | L1 / T1        | 興工街 - 大連火車駅 - 海之韻公園   | 11.0km | 20駅 | N/A          | 1909年開業                      |
| 202路    | L2             | 軽軌線：興工街 - 黒石礁 - 小平島前 | 13.0km | 19駅 | N/A          | 1911年開業                      |
| 1号線    | M1             | 姚家駅 - 河口駅                    | 28.3km | 22駅 | 林檎緑       | 2015年開業                      |
| 2号線    | M2             | 大連北駅-海之韻駅                  | 37.3km | 29駅 | 深海青       | 2015年開業                      |
| 3号線    | R3             | 本線：大連駅 - 開発区駅 - 金石灘駅 | 49.2km | 13駅 | 桃色         | 2002年開業                      |
| 3号線    | R3             | 支線：開発区駅 - 九里駅            | 14.3km | 7駅  | 桃色         | 2008年開業                      |
| 4号線    | M4             | 営城子駅 - 梭魚湾駅                | 23.0km | 17駅 | 茶色         | 2026年開業予定                  |
| 5号線    | M5             | 虎灘新区駅 - 後関村駅              | 23.8km | 18駅 | 赤色         | 2023年4月全線開業               |
| 12号線   | R2             | 河口駅 - 旅順新港駅                | 40.3km | 8駅  | 紫色         | 2014年開業                      |
| 13号線   | R4             | 九里駅 - 普蘭店振興街駅            | 43.2km | 11駅 | 黄色         | 2021年九里-普兰店振興街区間開業 |

### タクシー
2006年5月25日から初乗り3kmまでが10元、以降200m毎に0.4元ずつ加算、停車中は5分毎に1km分加算、22時から翌朝5時までは3割増というルールを定めている。慣習では1角（0.1元）単位は四捨五入で精算している。例えばメーターが示す「9.60元」「10.00元」「10.40元」。全て運転手に支払うのは10元で問題ない。また、中国の一部他都市で見られる10km/h以下の低速運転時の待機追加料金は取っていない。また、小型の三輪タクシーも多く走っている。
なお、市内4区は2009年9月末までに、全市レベルでは2011年6月までに全タクシーにGPSリアルタイムオンラインポジショニング管理システムが搭載される。具体的にはGPS/グローバル・ポジショニング・システム、GPRS/汎用パケット無線システム、LED情報発信システム、キャッシュカードやICカードで支払いするための無線POSシステムなどが搭載される。
大連市内のタクシー呼び出し電話番号は「96826」。

### バス
- 長距離バス
瀋陽、錦州、北京などへの長距離バスは大連駅前南側の勝利広場付近のバスターミナルなどから出ている。北京行きは9時間半、瀋陽行きは4時間20分を要する。
- 中距離バス
金州、開発区行きの中距離バスは大連駅前南側、北側の建設街バスターミナル、長江路沿いの北崗橋バスターミナルから、旅順行きの中距離バスは、大連駅前南側、北側の建設街バスターミナル、黒石礁のバスターミナルから出ている。

### 道路
一般道路には、
- G201国道（旅順北路・大連市～瀋大高速道路入口～大連開発区～丹東市～吉林省通化市～黒龍江省ジャムス市～鶴崗市）
- G202国道（人民路〜旅順南路・大連市～瀋大高速道路入口～瀋陽市～吉林省吉林市～黒龍江省ハルビン市～黒河市）
- G228国道この道路は遼寧丹東から、大連〜営口〜河北省秦皇島〜唐山〜天津〜山東省煙台〜威海〜青島〜江蘇省南通〜上海〜浙江省宁波〜温州〜寧徳〜福建省福州〜泉州〜厦門〜汕头〜広東省深圳〜珠江口〜中山〜珠海〜湛江〜広西省北海〜欽州〜防城港など市を通って、海岸線を沿って西へ行き、広西東興まで沿海高速道路である。
- 黄河路・旅順中路
- 東北路
- 西安路
- 海浜路（海之韻公園～十八盤～棒捶島～傅家荘～老虎灘～金沙灘海水浴場～燕窩嶺～野生動物園～銀沙灘海水浴場～黒石礁海岸～大連自然博物館～星海広場）- 大連国際ウォーキング大会の道筋

などがある。
高速道路は次の通り。
- 瀋海高速道路

瀋陽⇔大連間を結ぶ全長375kmにも及ぶ高速道路。1984年6月から工事が始まり、1990年9月1日に正式開通。1993年4月末までは中国最長の高速道路区間だった（ちなみに現在の最長は同三高速道路の約5300km）。途中に鞍山、営口、遼陽などを経る。瀋陽を北へ経た後、その先は京哈高速公路（北京〜瀋陽〜長春〜ハルビン）でさらに北へ接続している。大連市が管轄している区間は138.545kmで全工程両側8車線。2010年4月30日から「瀋海高速道路・大連管段」と名称変更。詳細は既に開通している山東省・煙台港との渤海海峡通道を整備・連結させ、海南省・海口まで繋がる予定。
- 鶴大高速公路

鶴崗⇔丹東⇔荘河⇔大連を結ぶ全長1474kmの高速道路である。
- - 丹大高速は、鶴崗⇔丹東⇔荘河⇔大連を結ぶ全長260km（延長ルート18.07kmを含む）の区間。2005年9月28日に正式開通。それまで大連⇔丹東間で一般道路で4時間以上かかっていたところを、3時間程度にまで短縮に成功した。全行程両側4車線。
- 長興島疏港高速公路

瀋海高速公路K300地点から長興島までの全長35.310km。2010年10月28日に開通。全行程両側4車線。
- 大連湾港疏港高速公路

大連湾から開発区・振興路までの全長4.492kmと短いが、丹大高速道路への重要な中継点となる。2009年5月15日に建設開始。全行程両側4車線。
- 大窯湾疏港高速公路

大窯湾保税港区⇔開発区⇔金州区⇔金州区三十里堡までの全長28.944km。2007年10月に一部開通。保税港区区間7.234kmについては2009年5月31日に開通して全線開通となった。なお区間の9.836kmは両側8車線、残る19.108kmは両側6車線である。金州区三十里堡からは瀋海高速公路へと接続される。
- 皮砲高速公路

普蘭店区皮口街道から金州区砲台街道までの全長44.015km。2009年10月に建設開始。全行程両側4車線。瀋海、鶴大、長興島の各高速公路へと接続される。
- 荘蓋高速公路

荘河市昌盛街道市場村から蓋州市までも結ぶ全長100.820km。2009年10月に建設開始。全行程両側4車線。
- 土羊高速公路

2008年8月16日開通、2005年末から34億元を投資して建設された。旅順口区・羊頭窪旅順新港（山東省・煙台とを結ぶ煙大鉄路フェリーポートのすぐそば）⇔甘井子区土城子村（大連湾）までの全長56.77km（一般道路2.47kmを含む）の区間。全行程両側4車線。土城子村から瀋海、丹大の各高速公路へと接続される。

### バイパス道路
2008年末の段階で大連市の自動車保有台数は64万台、1日200台以上のペースで増加しているが、交通インフラの整備が追いついておらず朝晩のラッシュアワーの渋滞は益々激しさを増している。このため、他の公共交通機関への分散や現在ある東西方向の疎港路バイパス(1994年開通,全長7.5km)、南北方向の東北路バイパス(1996年11月開通,全長10km)、西部大通道(2006年12月開通,2010年12月に延伸,全長12.8km)に加えて、2009年9月1日に東聯路バイパス(全長11.3km)が開通したが、発展にまだまだ追いついていない状態。
今後は南北向きは華北路バイパス(18km)、大連湾海底トンネル(2013年頃,10.7km)、星海湾海上大橋(2015年頃、6km)、東西向きは中華路バイパス(11km)、東方路バイパス(11.5km)、五一路バイパス(7km)、南部通道(10km)などの建設が計画されている。

### 自転車
現在、自転車の運転は禁止となっているが、禁止以前から所有していた自転車の運転は認められている。また市内の自転車専門店やカルフールなどの大型スーパーで自転車の販売が行われており、有名無実のものとなっている。しかし大連市内は坂が多いため、元々自転車の姿はあまり見かけない。

## 観光地
1988年に市内の海岸と旅順口は「大連海浜——旅順口風景名勝区」として中華人民共和国国家級風景名勝区に認定された。

### 市内4区
中山広場、友好広場
大連を代表するロータリー（広場）。中山広場を囲んで旧大連ヤマトホテル（大連賓館）、旧大連市役所（中国工商銀行）、旧横浜正金銀行（中国銀行）、旧大連民政署（遼寧省対外貿易経済合作庁）など日本統治下で建てられた建築物が8棟残されている。これらは「大連中山広場近代建築群」として全国重点文物保護単位（国家級の文化遺産）に登録されている。中山広場の西隣りにある友好広場は日本統治時代は西広場と呼ばれた。現在は2つの老舗の映画館があり、にぎわっている。この外にも市内にはたくさんのロータリー式交差点があるが、これはもともとロシアがパリなどを模してロータリーと放射状の街路を持つ都市として設計し、戦後も市政府がロータリーを多く作ったからである。
勝利広場、青泥窪橋
大連駅南側の一帯で一大ショッピングゾーンとなっている。勝利広場は2つの円形ビルの間にあるローマ式広場で、台湾と大連市の合資でつくられた。巨大な地下街が形成されている。その南側、中山路のバス停あたりを青泥窪橋と呼び、百貨店街が続く。香港合資で建てられた「百年商城」は高級店である。また、戦前の大連三越百貨店は秋林女店（大商女性専門店）になっている。
平日でも買い物客でにぎわい、週末にはファッションショーやバンド演奏なども行われる。
また現在、青泥窪橋西側の渤海飯店斜め向かい、久光百貨（香港そごうグループ、旧・イトキン）向かいに総敷地面積6万2300m2、総床面積80万m2、全5棟から構成される大連・中心裕景 (Eton Plaza Dalian) プロジェクト建設が進んでいる。こちらは43階建てが3棟並ぶ高級マンション、「超塔二」は62階建てでオフィスセンターとして活用される。メインタワーの「超塔一」は80階建て、高さ383メートルが予定されており、ショッピングモール、コンベンションホール、超五つ星のホテルなどから構成される予定。ホテル部分には既にUAE・ドバイのジュメイラ・インターナショナル（朱美拉）が名乗りを上げている状態。いずれもオープンは2009年末から2010年にかけての予定。
西安路（ショッピングスポット）
天津街（ショッピングスポット）
人民広場
大連市街の西部にある。広さは12.5万平方メートルで、緑鮮やかな芝生は4万平方メートルにも及ぶ。北側の正面には市人民政府（もと関東州庁）、東には公安局が、西には法務院・検察院（もと大連裁判所）が配置され、行政の中心部になっている。南側には噴水が備え付けられ、毎日12、19、20、21時に30分間運用される。第二次大戦後、スターリン広場と呼ばれ、東北地区の解放を助けたロシア兵士の銅像があったが、1990年代に改名、銅像は旅順へ移築されている。
労働公園、星海公園、中山公園
労働公園はロシア人が1898年に開設、当時は「西公園」と呼ばれた。その後の日本統治時代にゴルフ場、相撲場、プール、乗馬倶楽部がつくられ、「中央公園」に。現在は、大連市中心部で最大の公園となり、面積は102万平方メートル。一各種植物が植栽されているほか、ゴルフ場、テニス場、隣接してスケート場もあり、体育と娯楽施設もある。さらに小動物園、遊園地もある。
大連テレビ塔
労働公園の南側の小高い山の上に立つ。上層部には展望台が設けられ、大連市街を一望できる。
旧ロシア人街、旧日本人街
最近、勝利橋（旧日本橋）の北のもともとロシア統治時代の政府機関があるところにロシア人街が、中山広場の少し南東の南山と呼ばれるところに日本人街が観光地として整備されたが、新建材を使用したレプリカに立て替えられたため評判は今一つで、訪れる観光客は少ない。しかし両者とも裏通りに入ると当時の建築が多く残存している。
棒棰島（バンチュイダオ）
「棒棰」とは洗濯用のたたき棒の意味で、島の形が似ている。海水浴場、ゴルフ場として市民に親しく利用されている。
老虎灘（ラオフータン）景区、傅家荘（フージャージュワン）公園
大連の南海岸にある老虎灘と傅家荘は、日本占領時代から市内に近い、人気の海岸公園であった。老虎灘はさまざまな遊興施設ができて、最近できた「大連極地館」は白熊などの動物や、人気のイルカ・アシカのショーを見ることができる。
浜海路、金沙灘・銀沙灘海水浴場、大連森林動物園、野生動物放養園（サファリ）
浜海路（ビンハイルー）は大連市内の南と東の岩海岸を通る道路で、星海広場から、金沙灘・銀沙灘海水浴場を通り、大連森林・野生動物園の近くも通り、傅家荘、老虎灘、棒棰島を経て、海之韻広場（もと東海公園）にまで達する25キロメートルのドライブコース。春の大連国際ウォーキング大会のコースでもある。
星海広場
総面積は110万平方メートル。元々は星海湾という湾であったがその場所をゴミの埋め立てに使用、そのゴミ捨て場の場所になっていたところに大連市の100年記念として建設された。1997年6月30日開場。元ゴミ捨て場の隣（現在はその面影もなし）に大連市でも最高級のマンション（星海国宝）がある。またこの広場中央にはシンボル塔「漢白玉華表」がたっている。中央の散策路沿いには噴水が続く。遊園地もある。広場内には馬車が走る。広場中央から500メートルのところにイベント会場として会議・展示センター（会展中心）があり、最近は広場の西側に大連世界博覧広場とレストラン街も建設された。
星海公園、黒石礁海岸、大連自然博物館
星海広場のさらに西に星海公園があり、日本時代は「星ヶ浦」と呼ばれ、いまも格好の海水浴場である。さらに西の黒石礁は岩海岸で、岩遊びには最適である。ここには大連自然博物館があり、クジラの骨格、最近は旅順博物館から借りたミイラなどの展示がある。「星ヶ浦」の地名は、満鉄が明治42年に当地をリゾート開発した際、黒石礁に昔天から星が落ちてきたという伝説を聞いた満鉄技術者・木戸忠太郎(1871-1959、木戸孝允の養子)がそれに因んで命名した。海水浴が楽しめる避暑地として満鉄によりホテル（星が浦ヤマトホテル）、貸別荘、娯楽施設などが造られた。
夏家河子海水浴場、大黒石海水浴場
旅順北路の少し北に、渤海に面した遠浅の夏家河子海水浴場があり、さらに西には大黒石海水浴場があり、近くに千手観音像、五百羅漢もある。
金龍寺国家森林公園
旅順北路の営城子を過ぎたあたりから内陸に入ったところに、唐代から続く金龍寺があったが、戦後破壊されて、その境内がいま森林公園として開放されている。
宗教的建物
龍王観、松山寺、大連カトリック教堂、玉光街礼拝堂、清真寺など

### 金州区・開発区（北郊外）

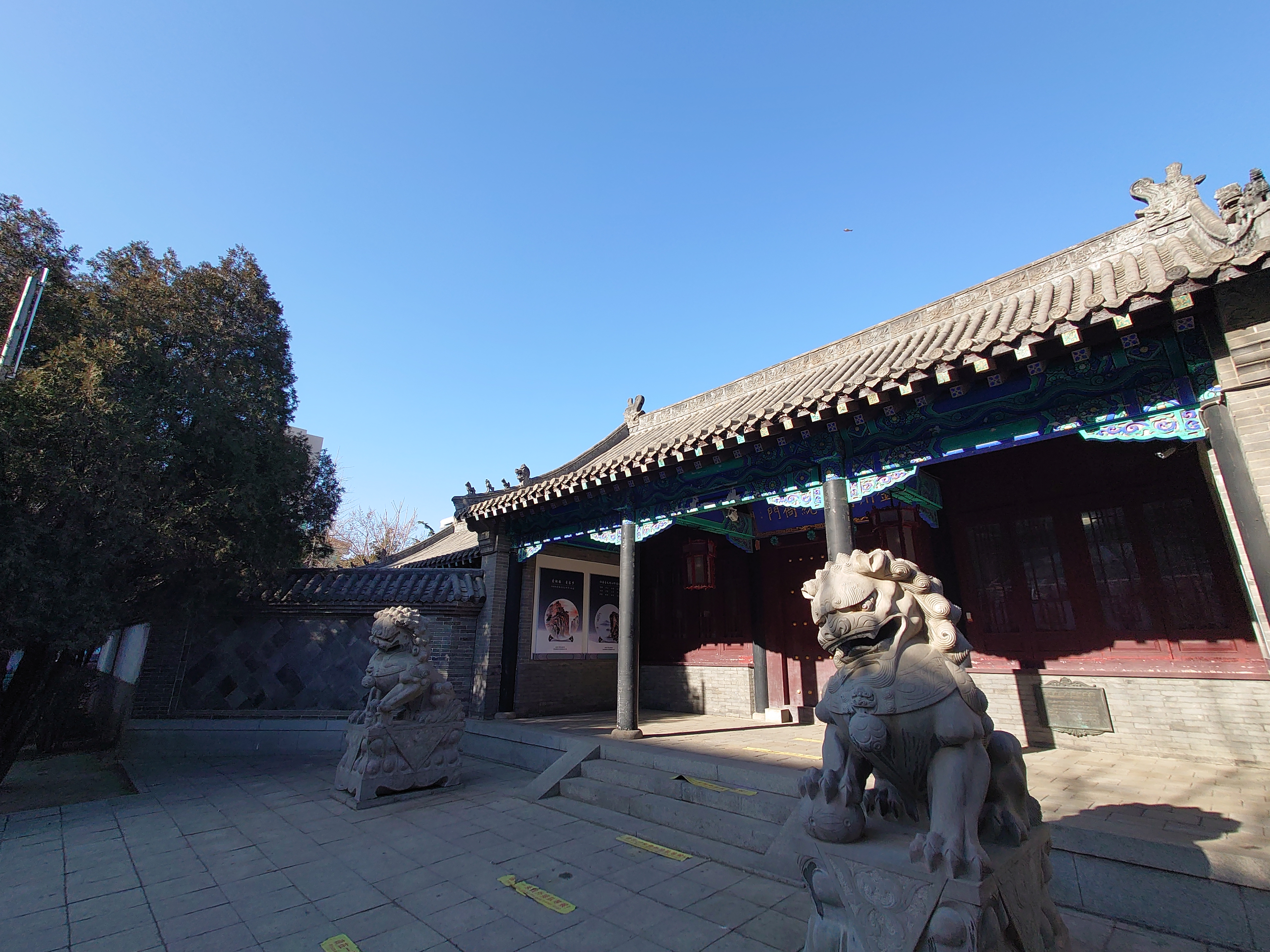
金州副都統衛門
大連港ができるまでは金州が現大連市域の中心で、ここに都からの役人が派遣されて、その官舎を最近復元したもの。日清戦争の末期に従軍記者として大連へきた正岡子規が詠んだ俳句「行く春の酒を たまはる陣屋哉」の句碑は、この敷地の北西隅にある。

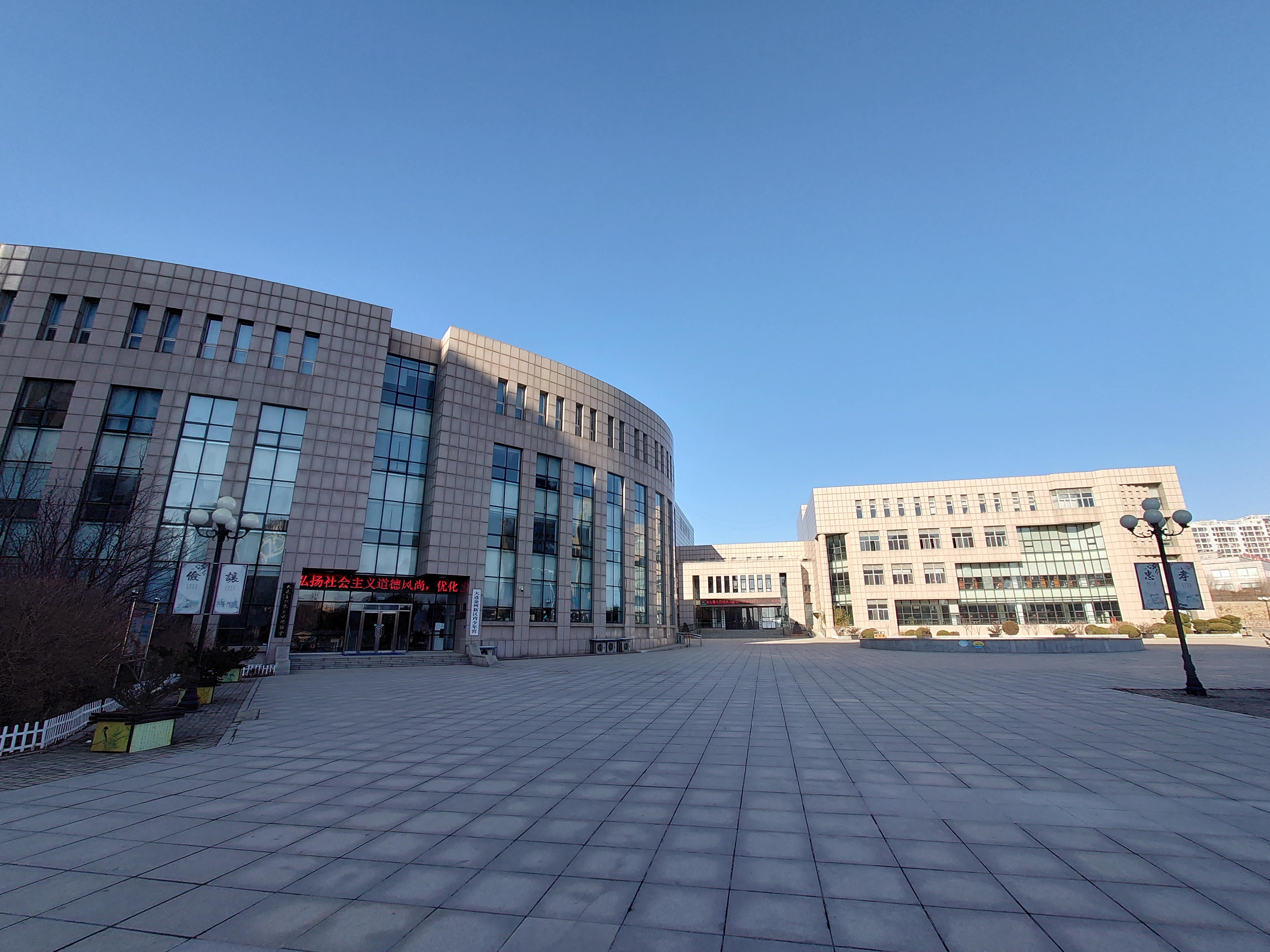
金州博物館
以前は金州の町の中心地、関向応の銅像がある向応広場に面していて、もとの金州民務会所（町役場）を戦後に改修したもので、金州は以前城壁に囲まれた町で、その様子が復元されていたり、日清戦争・日露戦争の戦闘場所の解説図などがあったが、21世紀に入って金州の北郊外に新博物館が完成した。
南山
日露戦争の初期、第二次世界大戦の末期の激戦地。いまはロシア軍兵士の墓地などがある。戦前ここにあった乃木希典の漢詩「金州城外斜陽に立つ」の石碑は、いまは旅順の日露監獄の日本時代石碑倉庫にあり、非公開。
大黒山、勝水寺観音閣、響水観、朝陽寺
金州の町からは東に、開発区の金馬路からは北に見える大黒山（海抜663m）は遼東半島南部の最高峰で、戦前はお和尚山と呼ばれ、日清戦争・日露戦争の時の部隊移動のよい目印になったといわれ、現在は大連人のハイキングの好対象。頂上付近には石鼓寺（唐朝の太宗李世民の像などを収容）があり、気象台（見晴台）もできた。北西山麓には、唐時代からある勝水寺観音閣があり、旧暦3月16日が廟会（縁日）で大連大学からの参道に出店と人出が多く、また旧暦4月8日（お釈迦様の誕生日）には信徒がそろいの衣服で読経などに参列する。東山麓には水がいつも絶えない瑶琴洞がある響水観と、この近くに朝陽古刹（朝陽寺）がある。
金馬路、五彩城、開発区展示場
開発区の中心街が金馬路で、重要なホテル、銀行、通信会社、大型スーパーなどのショッピングセンターがある。快軌（郊外電車）の開発区駅と金馬路の間は、レストラン・カラオケ店・コーヒーショップなどが並ぶ「五彩城」。金馬路の東にある公安の広場に面して「開発区展示場」があり、諏訪大連会の精密機械諸会社の展示などが見られる。
砲台山公園、東山風景区
開発区の代表的なハイキング場で、それぞれ町の北、東南にある。砲台山公園には大砲の展示があり、5月末にはニセアカシアの花が咲く。東山風景区には頂上付近に宇宙船のような建物がある。
凱倫国際温泉クラブ
開発区の海岸寄りにある温泉で、露天風呂もある。
金石灘リゾート地区、国際ゴルフ場、発現王国
開発区のさらに東の、快軌（郊外電車）の終点が金石灘駅で、金石灘は美しい海岸をもつリゾート地区。海水浴場、結婚式場、蝋人形館、武道館などがあり、2006年に大型テーマパーク「発現王国(发现王国)」もできた。「金石灘国際ゴルフ場」（Golden Pebble Beach International Golf Course）もある。2008年7月19日には北京五輪の聖火リレーが発現王国から中華武館までの間で行われる。
小窯湾地区(計画中)
計画・開発が進められている副都心機能を持つ国際ビジネスセンター地区。計画用地面積11.5平方キロメートル。88階建ての世界貿易センタービルや現・大連市中心部へアクセスできるバイパス道路が2010年中に着工予定。工期3〜5年、バイパスが完成すれば現・市中心部まで約20km,15分でアクセスが可能。

### 旅順口区

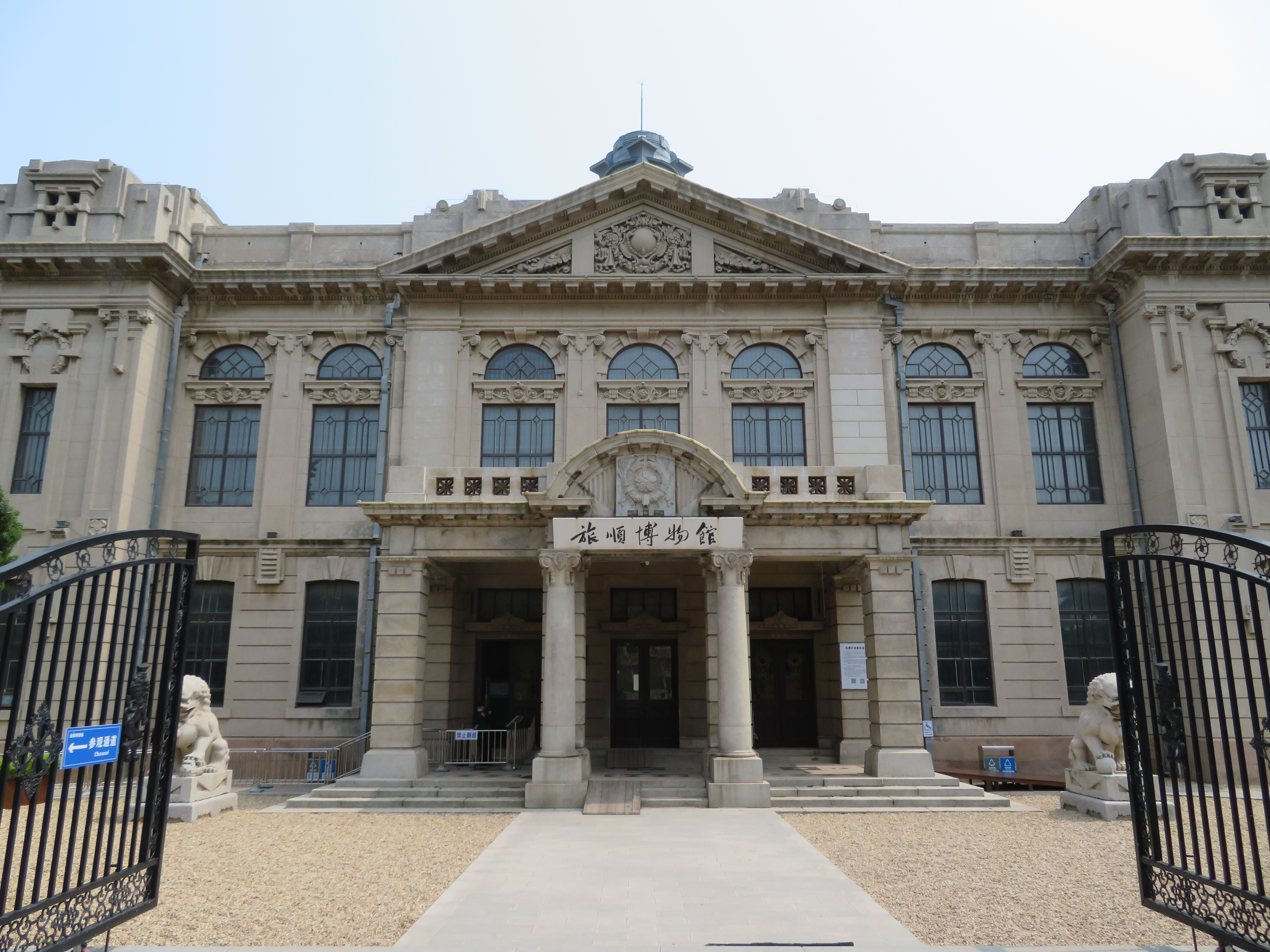
旅順博物館（関東庁博物館）

龍王塘桜花園、横山寺
大連市街区から旅順ダウンタウンへ行く旅順南路の中間点にある龍王塘は、戦前の「旅大八景」（星ヶ浦＝現在の星海公園、黒石礁、凌水寺、小平島、蔡大嶺、龍王塘、玉ノ浦＝現在の塔河湾、白銀山）の一つ。日本時代に建設されたダムがあり、ダムサイトの下の公園で毎年4月20日ごろ桜が咲き、花見客が集まる。龍王塘から北の山に入った所に、水上人間の経営者が最近建てた「北方の普陀山」横山寺がある。
塔河湾海水浴場
旅順南路で龍王塘を過ぎて、水師営へ行く郭水公路が右へ分かれるあたりに、最近開発された塔河湾（ターフーワン）海水浴場があり、向かいには道教の廟、近くにゴルフ場もできている。
203高地、水師営の会見所
日露戦争（1904〜05）の激戦地、旅順港争奪戦の停戦条約が結ばれたところ。両地とも外国人観光客も自由に訪れている。水師営は村の名前で、清・北洋艦隊（別名、北洋水師）の隊員の陸上営倉地の意味。
白玉山、旅順博物館、東鶏冠山、日露監獄、黄金山風景区
白玉山は旅順軍港を眼下に見下ろす高台で、白玉塔（日露戦争勝利記念塔）がある。旅順博物館には、戦前東本願寺の大谷光瑞が資金を出して組織した探検隊が西域で集めた収集品（5体のミイラなど）などがあり、戦後できた新館は美術品を収容する。東鶏冠山は日露戦争時の塹壕がそのまま残るところで、旅順港攻略戦の模型図もあり、反帝国主義教育に利用されている。日露監獄はロシア時代・日本時代の監獄で、ここも反帝国主義教育に利用されていて、伊藤博文をハルビン駅前で暗殺した安重根が死刑前に収容された部屋もあり、また日露戦争の初期の戦闘で四国連隊が中心の部隊が勝利して名付けた「剣山」（現在、旅順中路の黄石山）などの日本占領時代の石碑の収納倉庫などもある。黄金山風景区には黄金山と、そこで旅順高校の寮歌「北帰行」が作曲されたという伝説のある黄金山海水浴場がある。
旅順日露戦争陳列館
東鶏冠山北堡塁跡に隣接しており、中国側の視点で見た日露戦争の歴史教育施設となっている。
世界和平公園
旅順の市街中央部から新区を経て、鉄山からさらに西へ行き、渤海に突き当たった所に、海岸公園が最近作られた。
百年灯塔公園、黄海・渤海分界線
百年灯塔公園には、19世紀末に建てられた灯台があり、岩海岸に「遼東半島最南端」の石碑もあり、左は黄色の黄海で右は青色の渤海で、あきらかに海の色が違い、風があればが色が入り混じる「黄海・渤海分界線」と呼ばれる現象を見ることができる。
老鉄山温泉
遼東半島の南端近くにある最近できた温泉で、露天風呂もある。

### 普蘭店区
安波温泉、スキー場、老帽山、龍門温泉、清泉寺
普蘭店区の代表的な観光地

### 瓦房店市
仙峪湾リゾート地区、長興島ゴルフコース
瓦房店市の代表的な観光地

### 荘河市
氷峪溝（ピンユーコウ）、歩雲山温泉（実際には温泉プール）
荘河市の代表的な観光地

## 友好都市

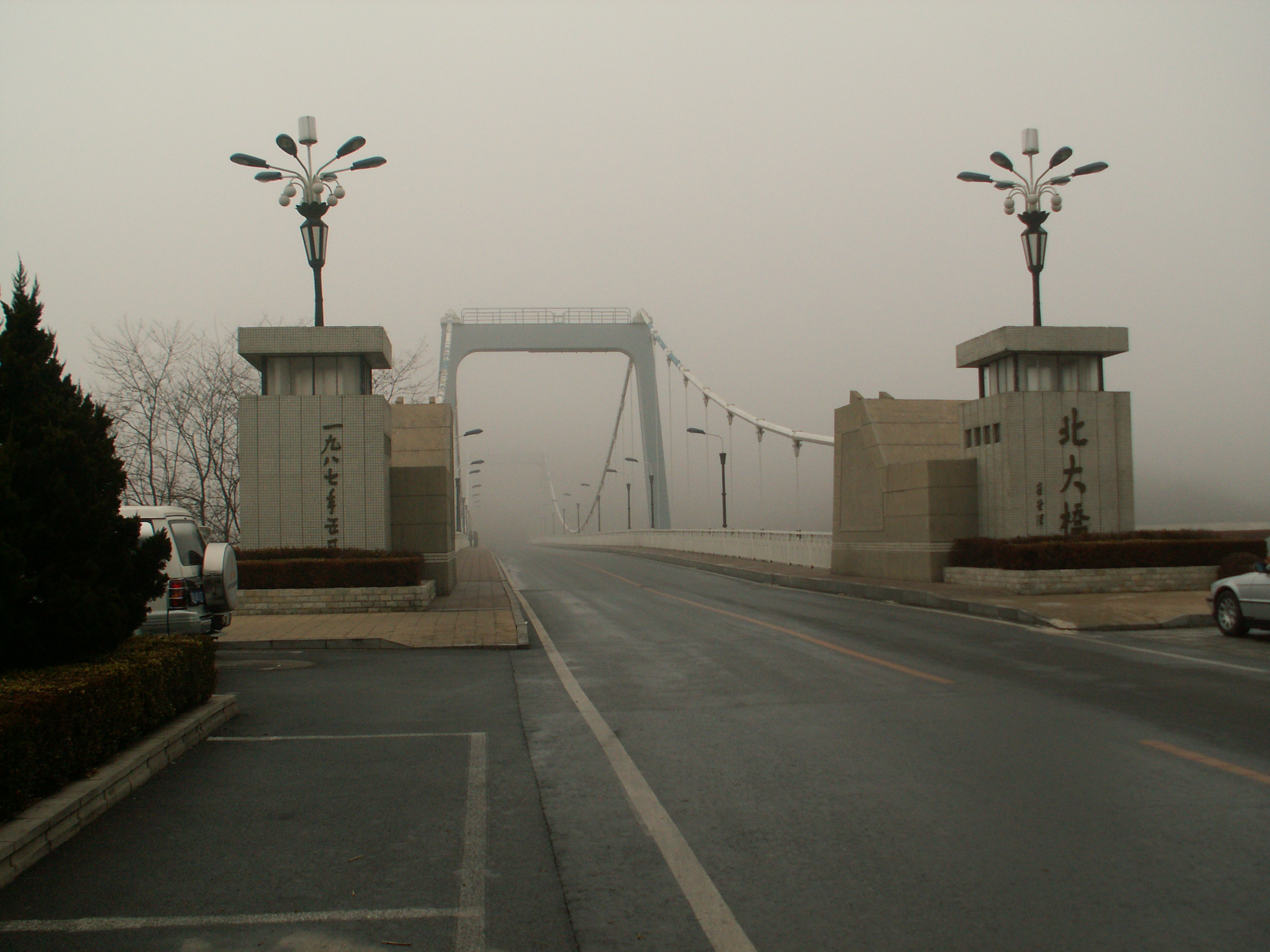
浜海路の北大橋（大連市と北九州市の友好を記念し作られた橋）

- イギリス スコットランド、グラスゴー
- アメリカ合衆国 ヒューストン
- フランス ルアーブル
- 韓国 仁川
- 京都府舞鶴市
- アメリカ合衆国 オークランド
- ロシア ウラジオストク
- オーストラリア アデレード
- 福岡県北九州市
- ドイツ ブレーメン
- ドイツ ロストック
- カナダ バンクーバー
- 北マケドニア共和国 オフリド
- 佐賀県伊万里市
- 青森県青森市
- 石川県金沢市（友好交流都市[30]）

## 出身有名人

### 中国人
- 畢福剣（司会者）
- 谷建芬（作曲家）
- 劉長春（陸上選手）
- 孫楠（歌手）
- 徐明（実業家）
- 陳国令（軍人）
- 谷善慶（軍人）
- 婁芸瀟（女優）
- 孫暐（モデル、『BLENDA〔ブレンダ〕』専属モデル、『ポップシスター誌』専属モデル）
- 徐沛東（作曲家）
- 陳寒柏（相声芸人）
- 関向応（軍人）
- 馬俊仁（陸上競技指導者）
- 孫暁（モデル、『I LOVE mama〔アイラブママ〕』専属モデル）。孫暐は双子の妹。
- 徐永久（陸上選手）
- 陳妍（競泳選手）
- 郭柏鷺（女優）
- 戚発軔（宇宙工学者）
- 万毅（軍人）
- 楊赤（京劇俳優）
- 遅尚斌（サッカー選手）
- 頼亜文（バレーボール選手）
- 秦海璐（女優）
- 王軍霞（陸上選手）
- 楊昊（バレーボール選手）
- 鄧剛（小説家）
- 李秉衡（清末の官僚）
- 曲雲霞（陸上選手）
- 王墨（歌手）
- 楊洪基（歌手）
- 董潔（女優）
- 李長春（政治家）
- 王心剛（俳優）
- 于小彤（俳優）
- 董文華（歌手）
- 李富勝（サッカー選手）
- 素素（エッセイスト）
- 王永江（政治家）
- 于永波（軍人）
- 董艶梅（陸上選手）
- 孫継海（サッカー選手）
- 夏力薪（女優）
- 張恩華（サッカー選手）
- 高玉宝（小説家）
- 李致新（登山家）
- 孫家棟（科学者）
- 徐才厚（軍人）
- 朱明瑛（歌手）
- 宋威竜（モデル、俳優）

### 日本人
- 荒木とよひさ（作詞家）
- 3代目桂米朝（落語家）
- 遠藤周作（作家）
- 山田洋次（映画監督）
- 神田山陽（2代目）（講談師）
- 寺島アキ子（脚本家）
- 清岡卓行（作家）
- 関喜誉仁（映画監督、脚本家）
- 大来佐武郎（政治家、元外務大臣）
- 内海英男（政治家、元建設大臣）
- 柏木雄介（政治家、大蔵省顧問）
- 山崎拓（政治家、元建設大臣）
- 田口健二（政治家、衆議院議員）
- 山本正和（政治家、衆議院議員）
- 若島征四郎（政治活動家）
- 向坊隆（工学博士、元東京大学総長）
- 藤原行正（政治家、東京都議会議員）
- 村角泰（外交官、元駐ブラジル大使）
- 横内章次（作曲家）
- 羽田澄子（作家、映画監督）
- 千田夏光（作家）
- 工藤幸雄（詩人、ロシア・ポーランド文学者、多摩美術大学教授）
- 渋谷昶子（映画監督、ルポルタージュ作家）
- 渡辺京二（評論家、エコノミスト）
- 小林圭二（工学者）
- 梶秀樹（防災学者、東京工業大学名誉教授）
- 永原慶二（歴史学者、一橋大学名誉教授）
- 舟田正之（法学者）
- 森川昌和（考古学者、中京女子大学教授）
- 森谷絜（科学者、北海道大学名誉教授）
- 及川正通（イラストレーター）
- 橋達也（コメディアン、元社団法人日本喜劇人協会会長）
- 藤田淑子（女優、声優）
- 横内正（俳優、声優）
- 不破万作（俳優）
- 蓮見清一（実業家、宝島社創業者）

### ゆかりのある日本人
- 岸田幾太郎（実業家）
- 岸田正記[31]（幾久屋百貨店主） - 衆議院議員岸田文武の父。内閣総理大臣岸田文雄の祖父。
- 岸田正次郎（幾久屋百貨経営）[32]

### その他
- セルゲイ・ステパーシン（ロシアの政治家、エリツィン政権で首相）

## 名誉市民
- 二階俊博 - 衆議院議員
- 木村睦男 - 衆議院議員・運輸大臣
- 柏木雄介
- 諸口昭一
- 谷伍平 -東京大学名誉学長
- 稲村佐近四郎
- 末吉興一
- 町井正登
- 大隅常松
- 石本順之助
- 竹内通教
- 江守光起
- 向坊隆 - 日本原子力産業協会
- 増田実 - 国際経済交流財団
- 川畑文憲
- 西村正雄 - みずほホールディングス
- 畔柳信雄 - 三菱東京UFJ銀行
- 柏木正一 - 東京三菱銀行
- 齋藤宏 - みずほコーポレート銀行
- 正宗猪早夫 - 日本興業銀行
- 伊村光 - 北九州銀行
- 平野浩志 - 損保ジャパン
- 草刈隆郎 - 日本郵船
- 渡辺修 - 日本貿易振興機構（JETRO)
- 堀田輝雄 - 伊藤忠商事
- 辻純雄 - 北九州運輸代表取締役
- 森下洋一 - 松下電器
- 中村邦夫 - 松下電器
- 谷井昭雄 - 松下電器
- 渡里杉一郎 - 東芝社長
- 岡村正 - 東芝
- 黒河力
- 井植敏 - 三洋電機
- 永守重信 - ニデック創業者
- 大橋洋治 - 全日空
- 張富士夫 - トヨタ自動車
- 賀来龍三郎 - キャノン会長
- 御手洗富士夫 - キャノン
- 片岡政隆 - アルパイン
- 間二郎 - 地球平和研究所
- 赤嶺敞之 - 大阪府箕面市赤嶺病院院長
- 藤木幸夫 - 横浜港運協会会長・横浜エフエム放送
- 田中等 - テレビ朝日
- 安川寛
- 石本正一
- 岡野正実
- 長谷孝彦
- 斉藤興二
- 原田次郎
- 村井隆
- 山本長昭
- 小林敏峰 - マイカル社長
- 今村一輔 - 太平洋セメント
- 丸橋博行
- 井上孝
- 中村久雄 - 蝶理社長
- 大島淳司
- 吉田忠裕 - YKK社長
- 牧野明次 - 岩谷産業社長
- 大山健太郎 - アイリスオーヤマ社長
- 立石義雄
- 菊池光男 - トステム社長
- 大前研一
- 浦上浩 - リョービ会長
- 寺町彰博
- 古賀克己
- 青山理 - 青山商事社長

## その他
渤海に面する地域には、「大連ゴマフアザラシ（またはゼニガタアザラシ）自然保護区」が設定されており、アザラシのほかに多数の魚類、甲殻類、クジラ、イルカの生息地として、2002年1月に117km2がラムサール条約登録地となった。
小惑星(3187) Dalianは大連市にちなんで命名された。